# Wartburg
Wartburg è un castello che sorge negli immediati dintorni di Eisenach, nella Turingia, in Germania.
Sorge alla sommità di una collina a 441 m s.l.m. dominando tutto il paesaggio della Selva di Turingia e rappresenta uno dei più alti e vasti esempi dell'architettura fortificata europea del Medioevo. Nel Medioevo è stato un grande fulcro culturale legato ai Minnesänger.
Il castello è punto di transito sia dell'antica Via Regia (a nord), sia del vecchissimo sentiero Rennsteig (a sud), lungo più di 150 km, in gran parte nella selva di Turingia. Nel 1999 è entrato a far parte del patrimonio dell'umanità dell'UNESCO.

## Storia
Il castello venne fatto costruire nel 1067 dal langravio di Turingia Luigi il Saltatore e restò residenza dei langravi fino al 1440. 
Venne continuamente ampliato e modificato, inoltre profondamente restaurato dopo la seconda guerra mondiale.

### Significato nella storia tedesca
La Wartburg è collegata alla storia della Germania come quasi nessun altro castello in Germania. Dal 1211 al 1227, Elisabetta di Turingia, poi canonizzata, abitò nel castello. Nel 1521-1522 il riformatore Martin Lutero si nascose qui e durante questo periodo tradusse in tedesco il Nuovo Testamento della Bibbia (“Septembertestament”) in sole undici settimane. Johann Wolfgang von Goethe vi soggiornò più volte, per la prima volta nel 1777. Il 18 ottobre 1817, su invito dell'associazione Urburschenschaft, in occasione del 300º anniversario dell'affissione delle 95 tesi di Martin Lutero (31 ottobre 1517) e in commemorazione della Battaglia delle Nazioni che fu combattuta vicino a Lipsia (16-19 ottobre 1813), fu organizzato il primo Festival di Wartburg. Il secondo si tenne nel 1848 in occasione della Rivoluzione di marzo. Quindi non sorprende che il castello fosse già monumento nazionale nel XIX secolo.

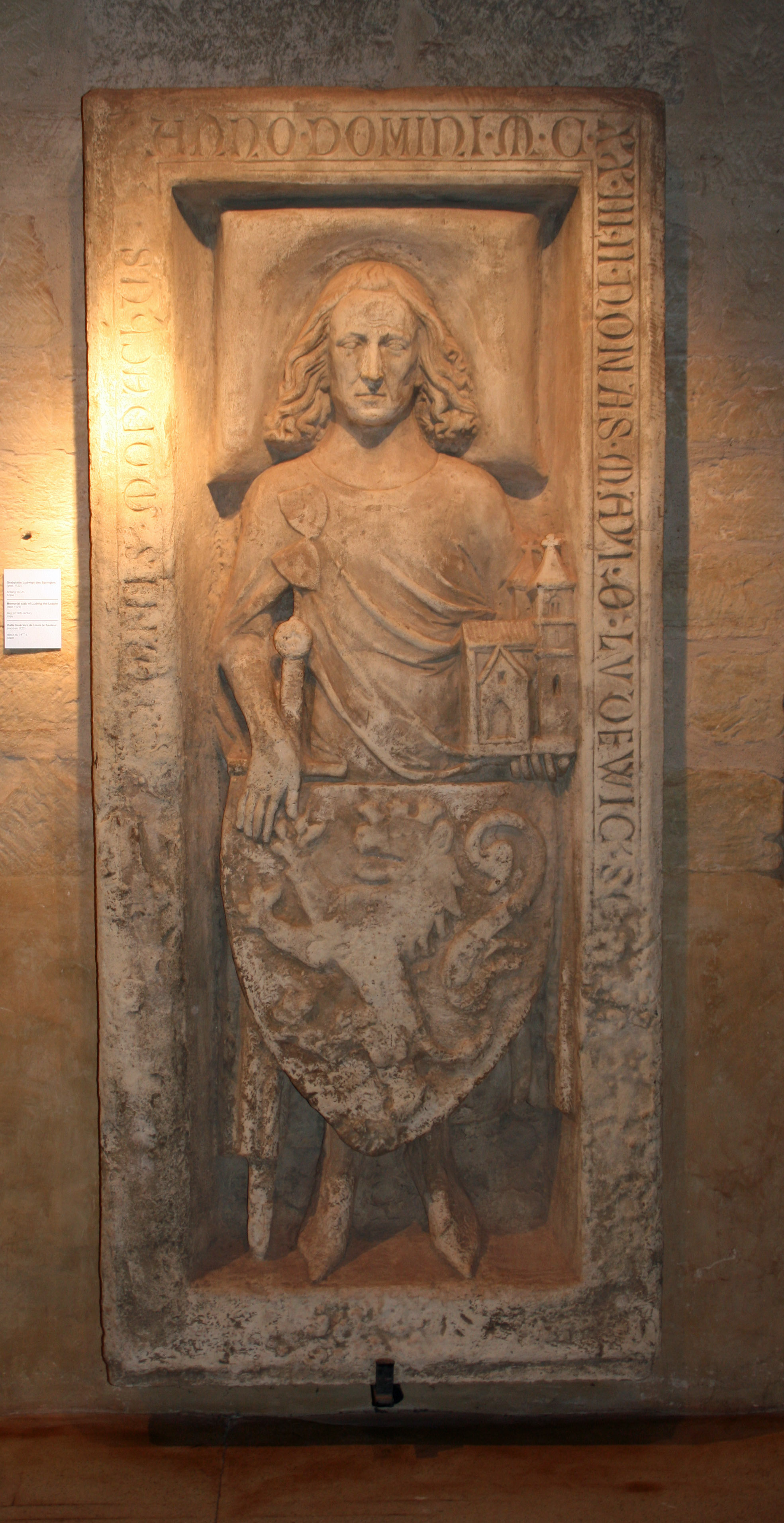
Lastra in pietra di Luigi il Saltatore (2008)

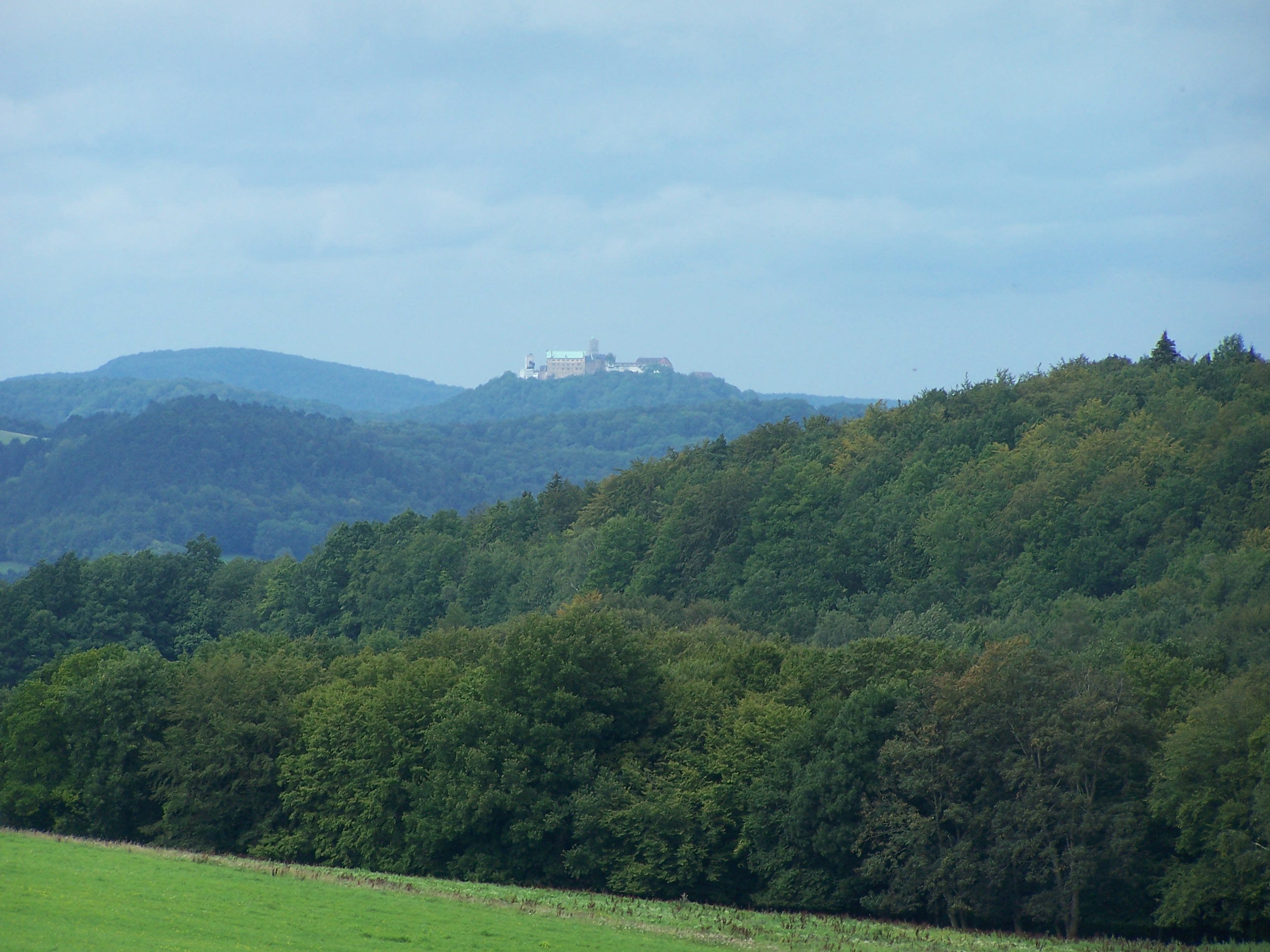
Vista in lontananza della Wartburg da est

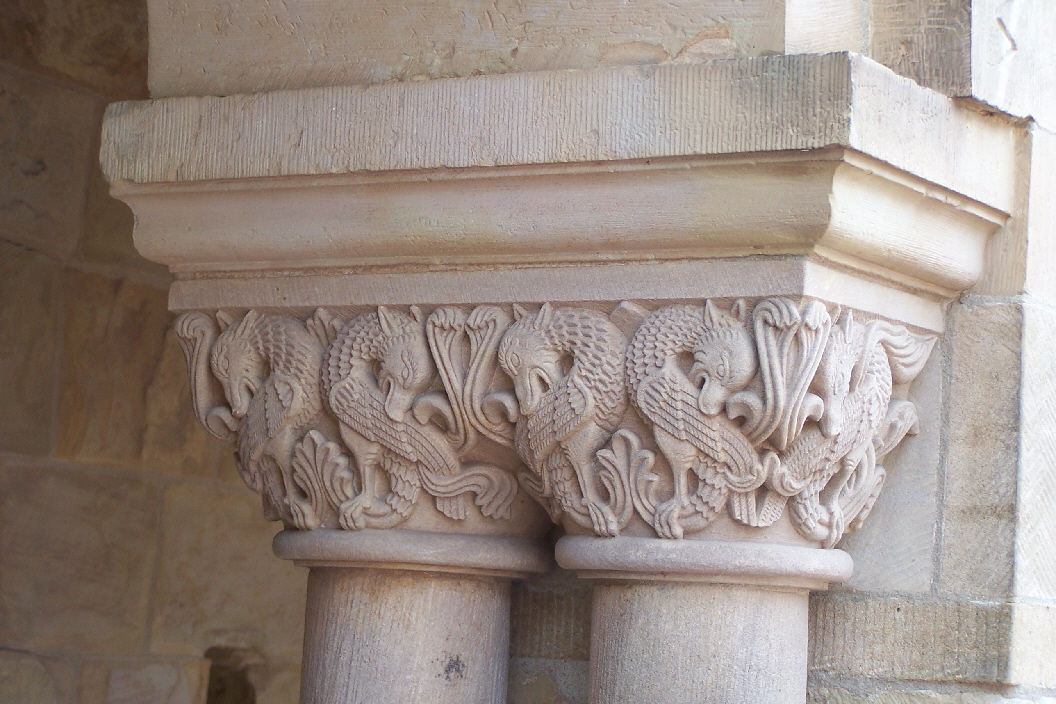
Doppio capitello

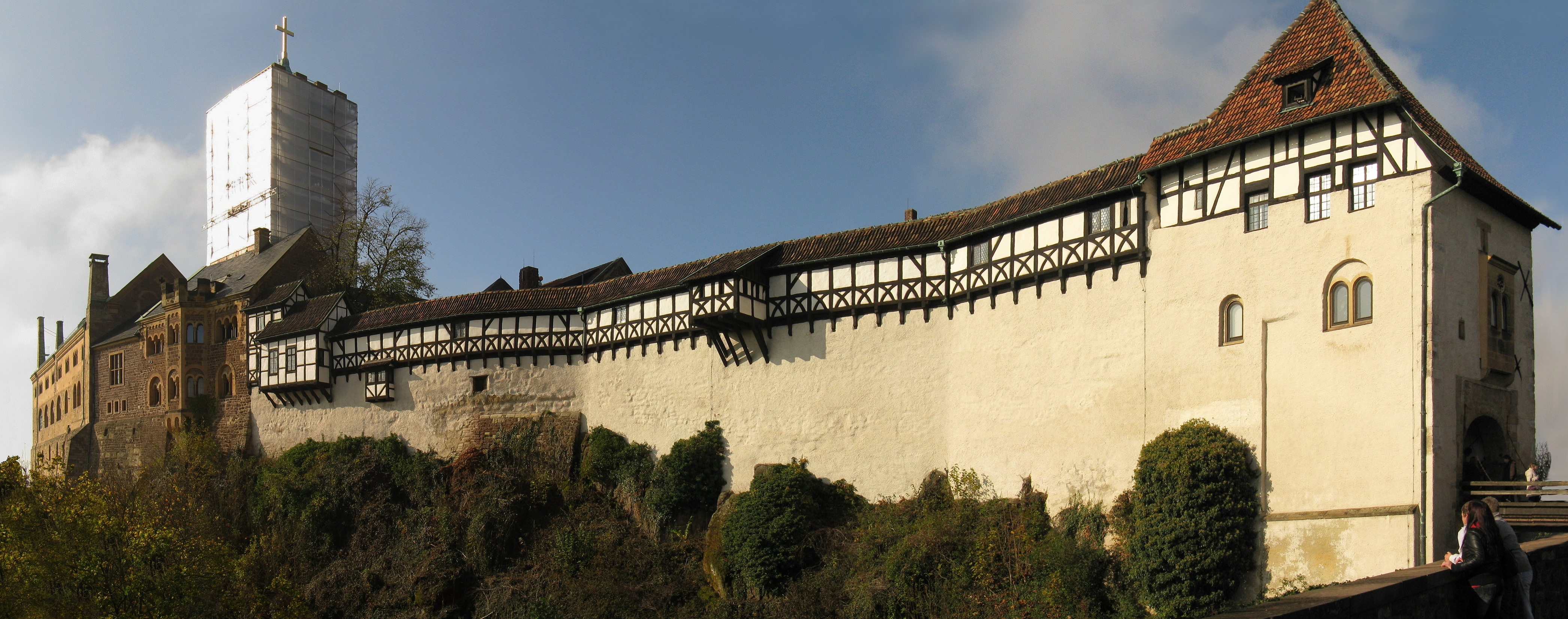
Panorama del lato est

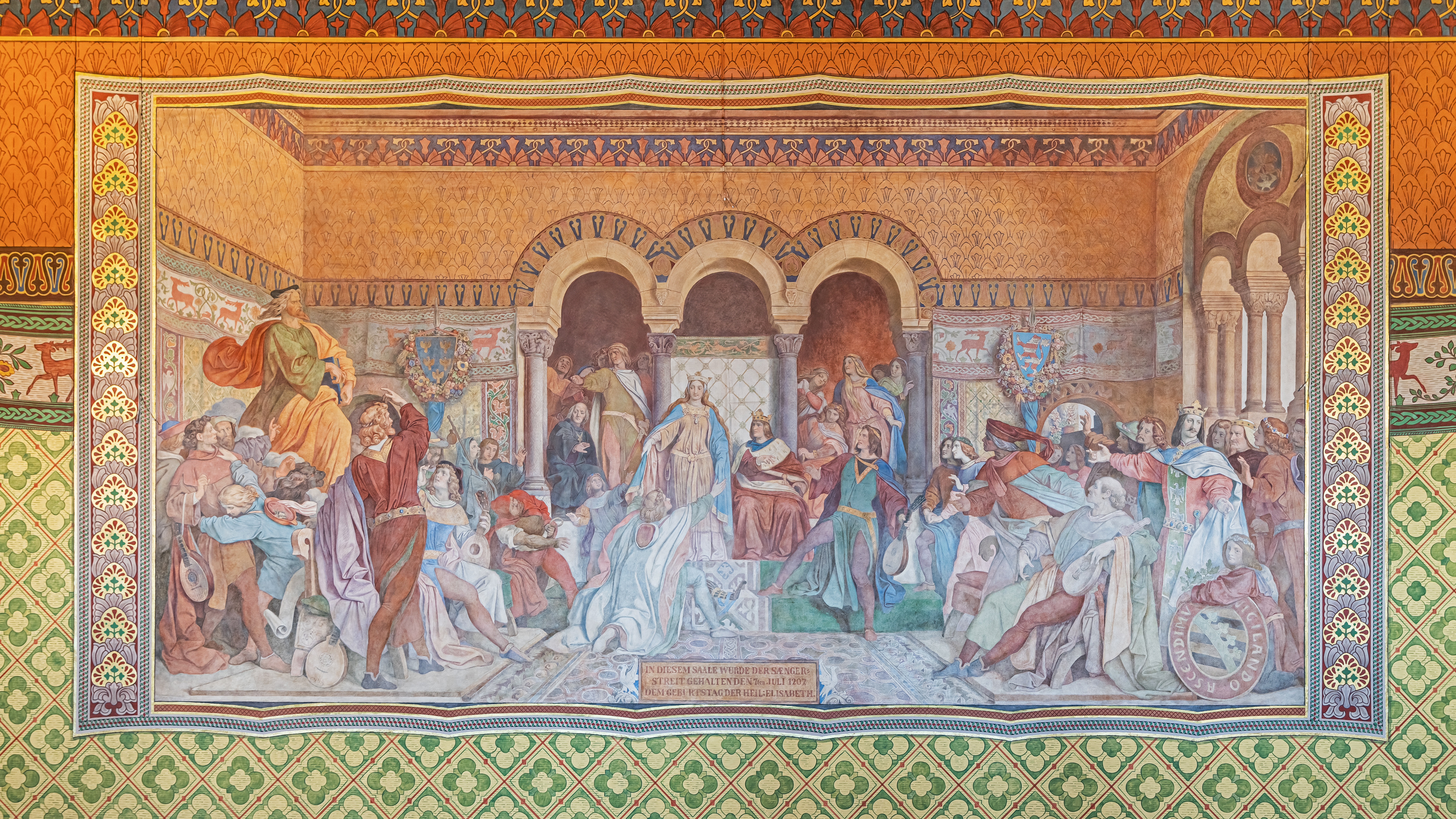
La guerra dei cantanti (Moritz von Schwind affresco alla Wartburg 1854)

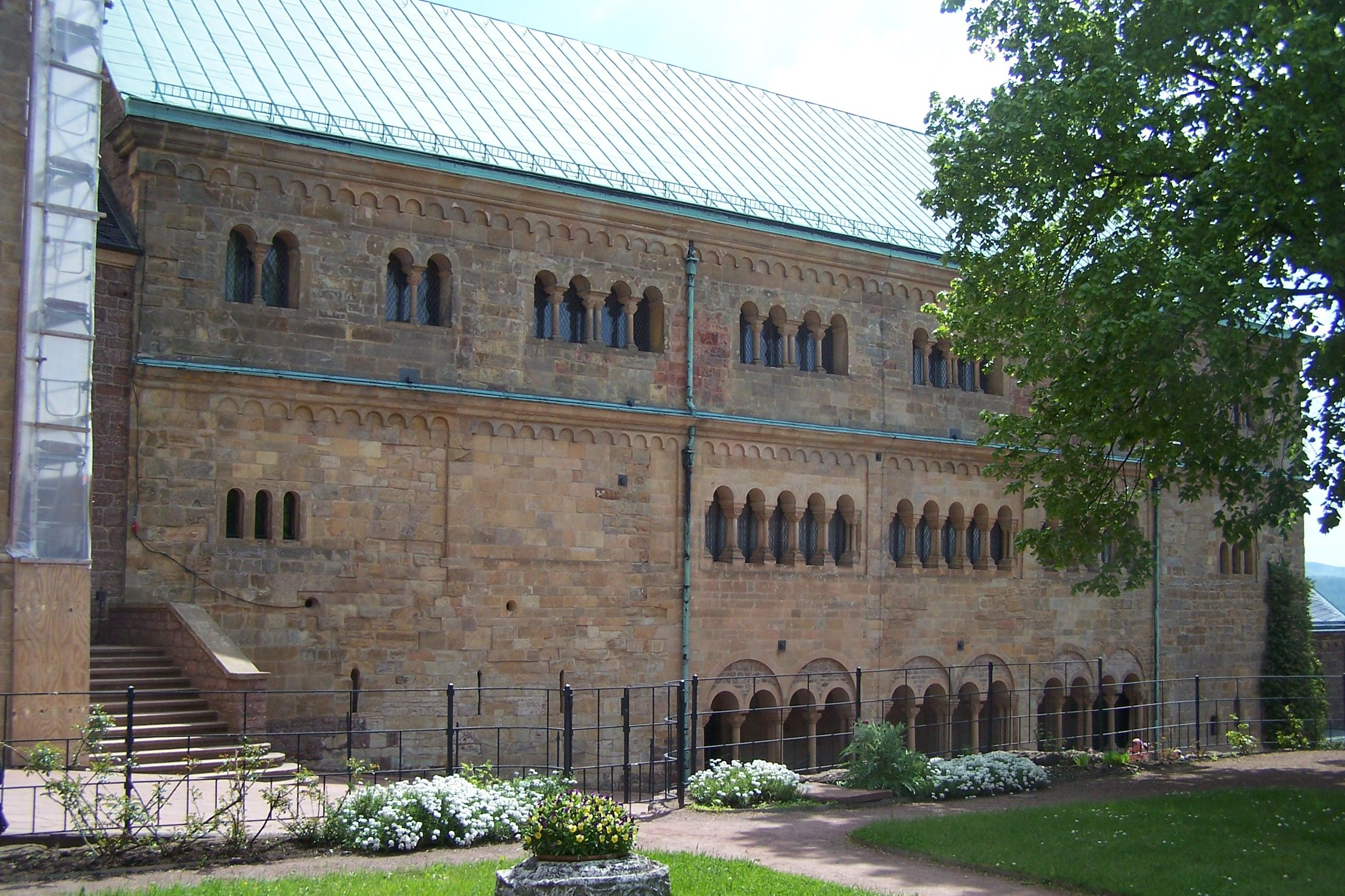
Palazzo della Wartburg

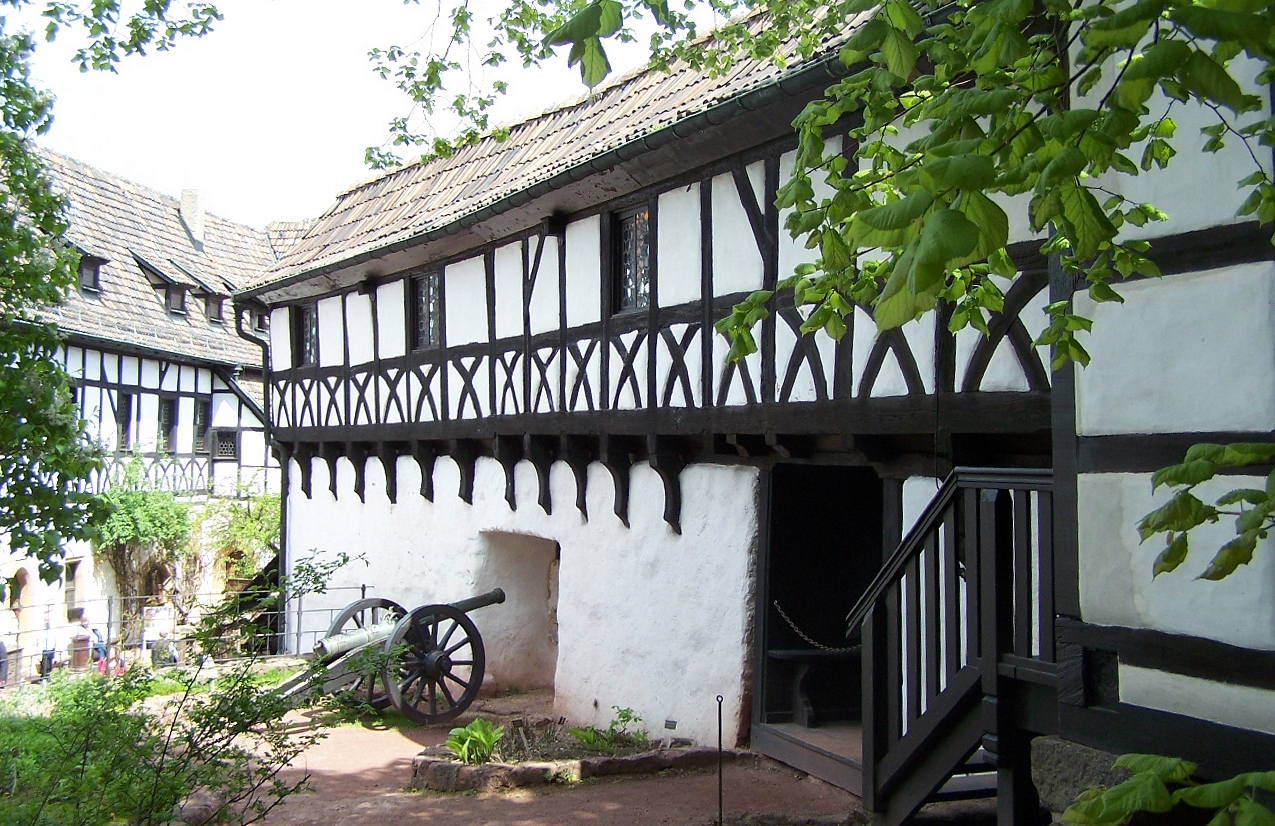
Elisabethengang

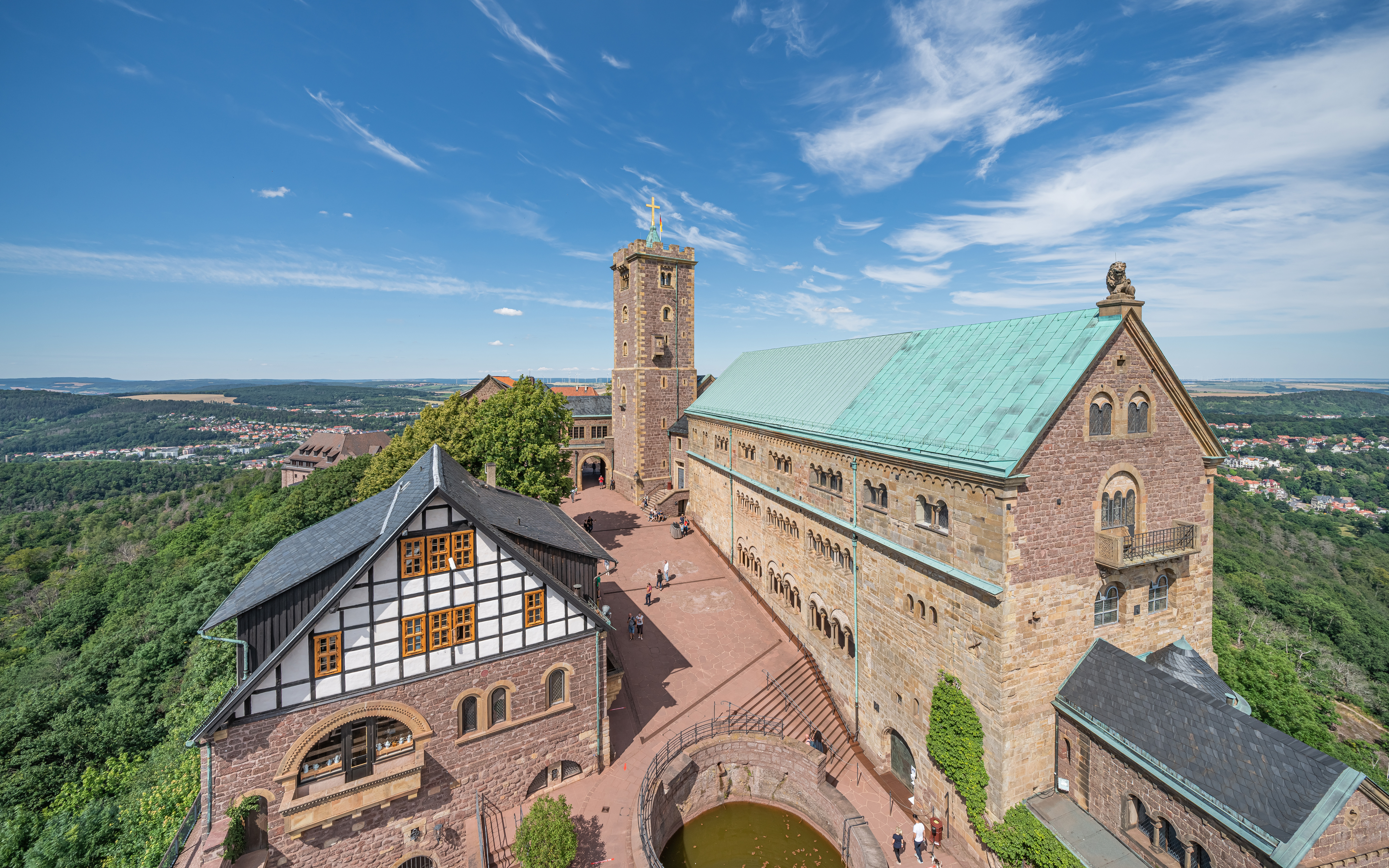
Wartburg – Palazzo (destra)

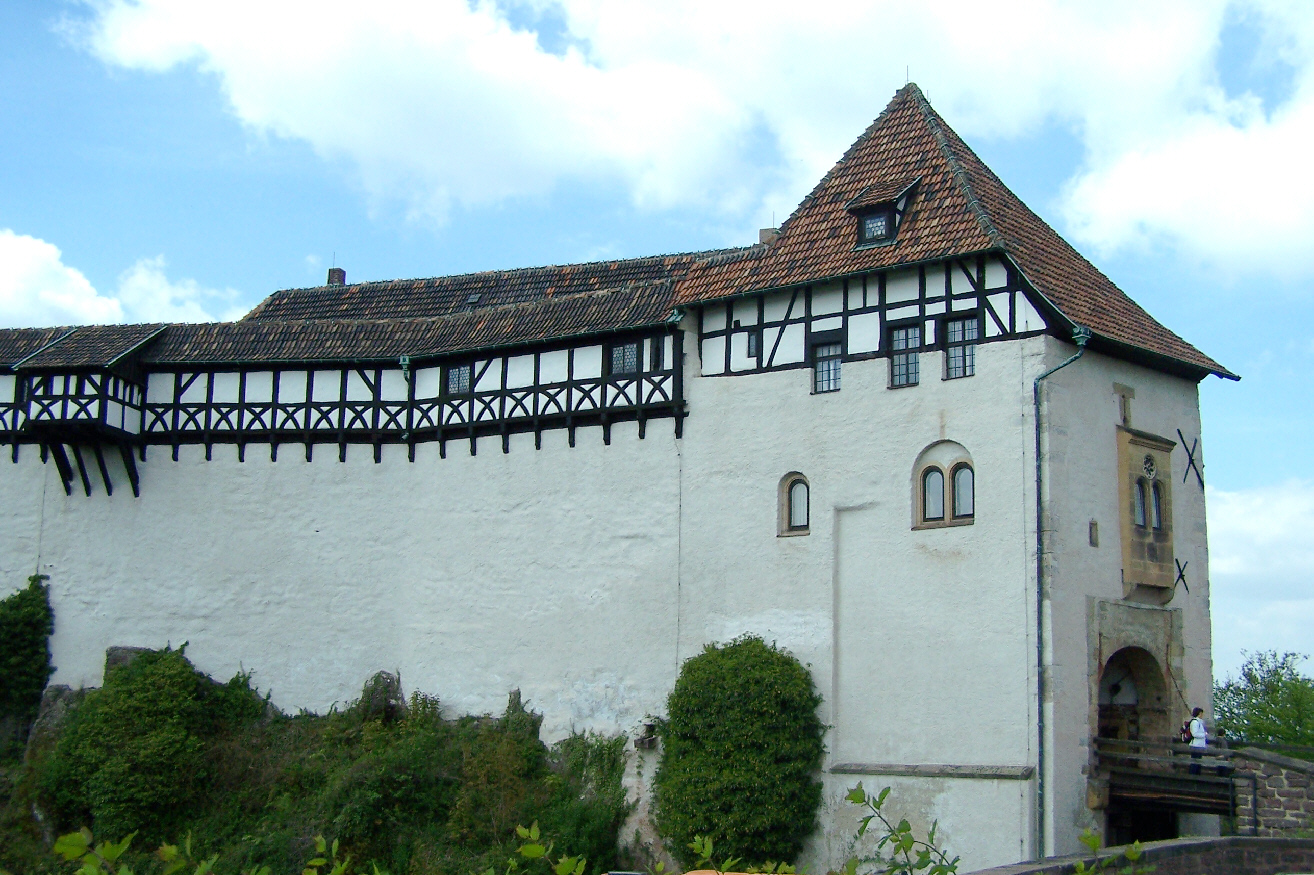
Altro edificio

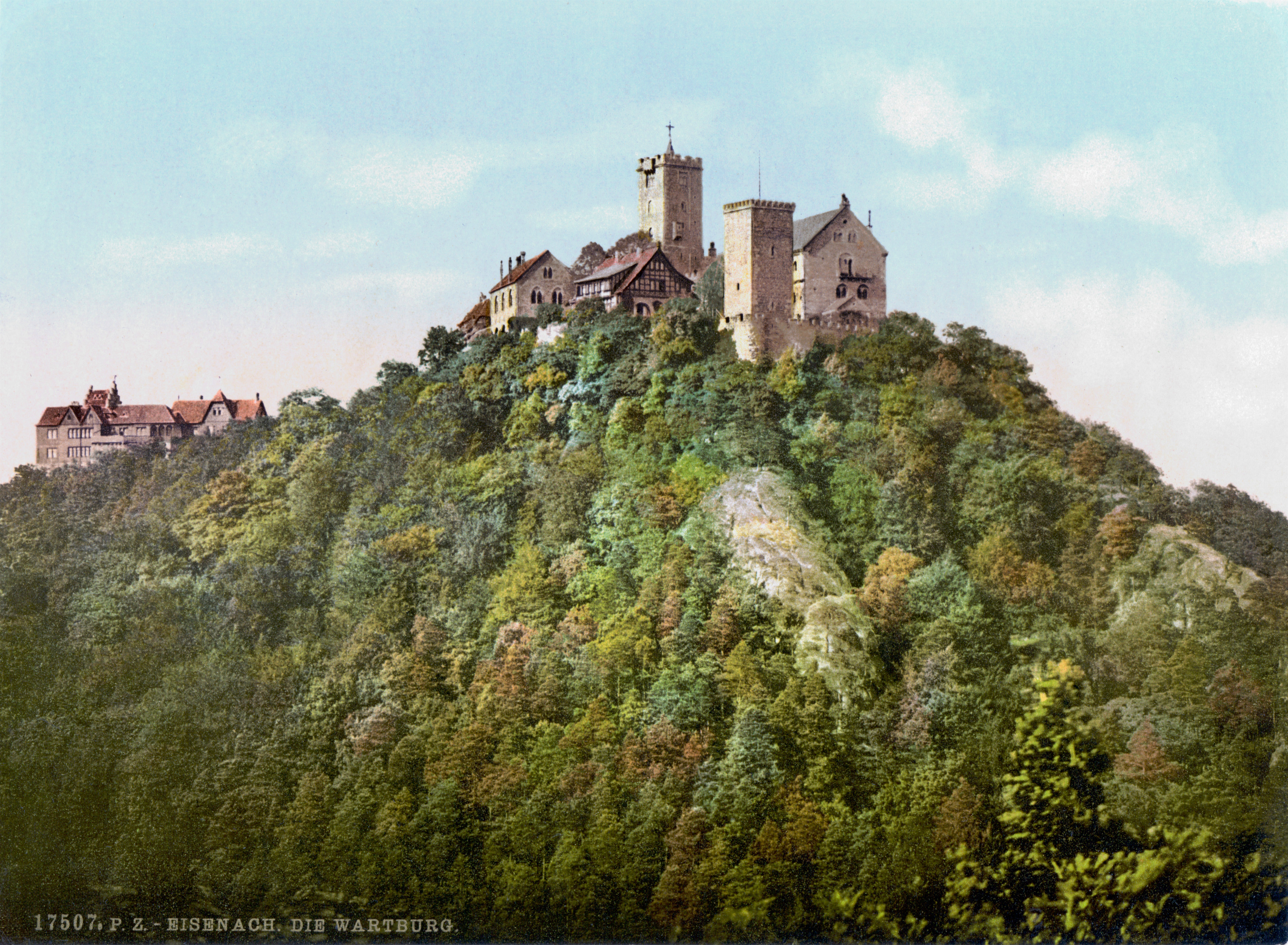
Wartburg nel 1900

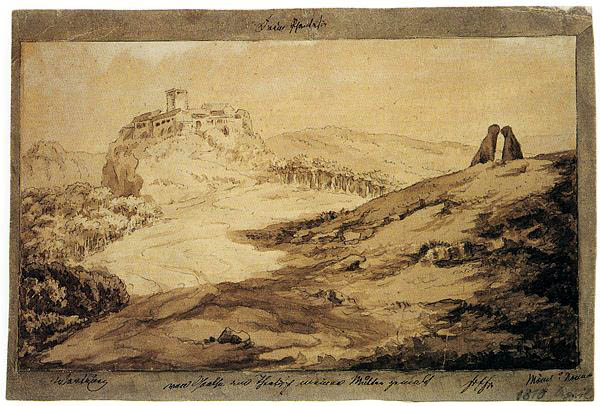
Wartburg, monaco e monaca (abbozzato da Goethe nel 1807)

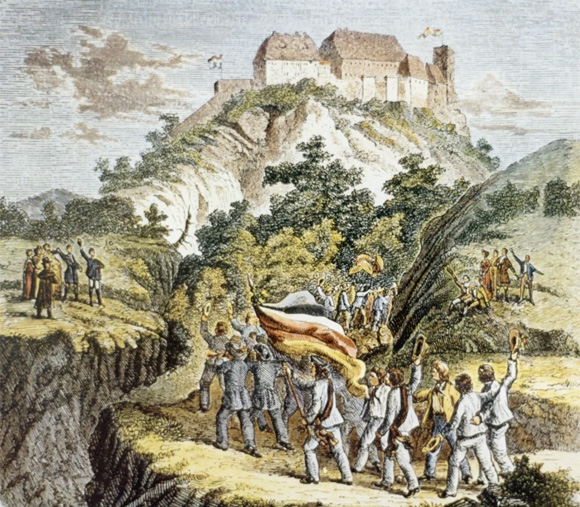
Processione studentesca alla Wartburg Festival 1817 (artista sconosciuto)

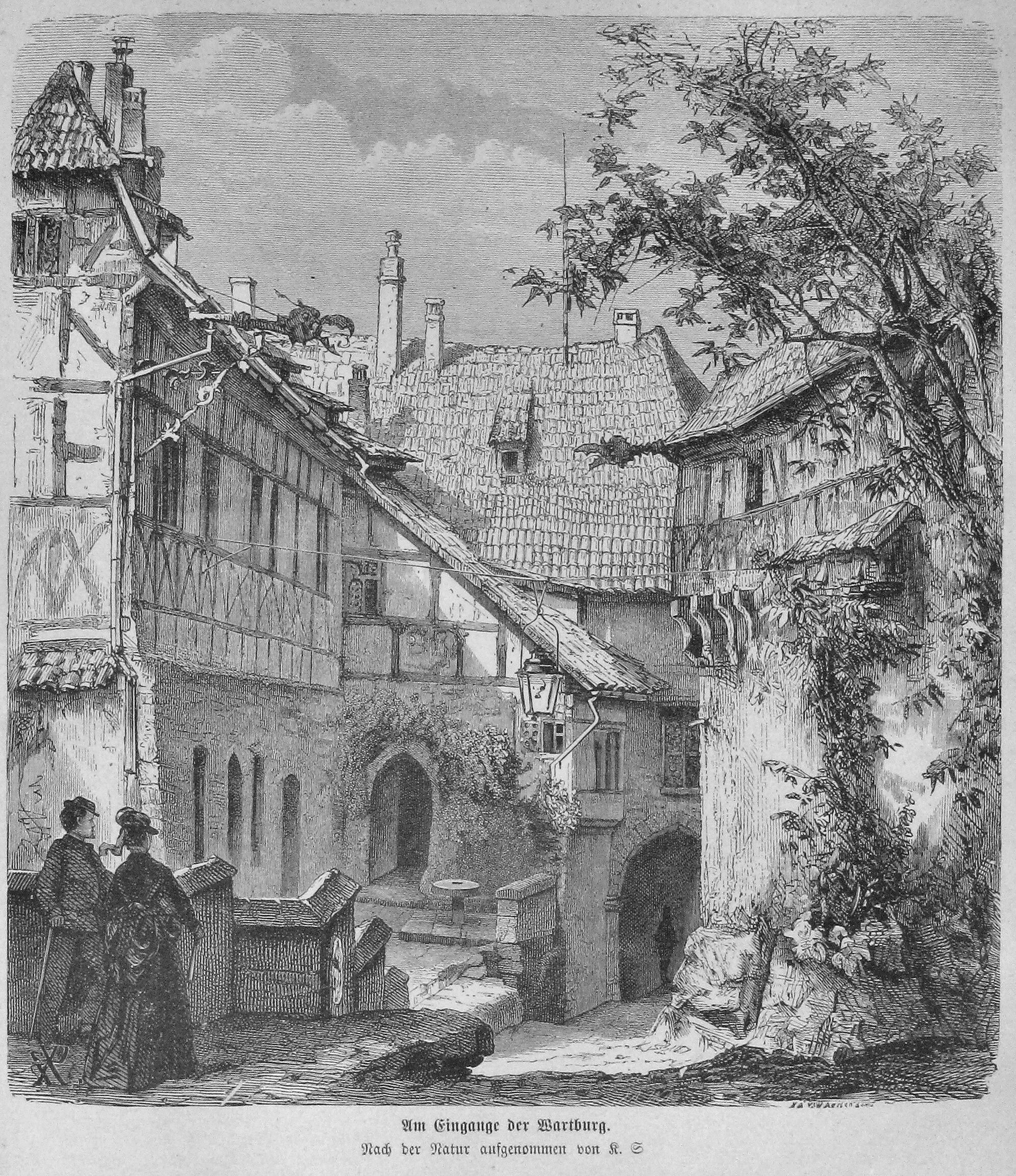
Illustrazione 1873

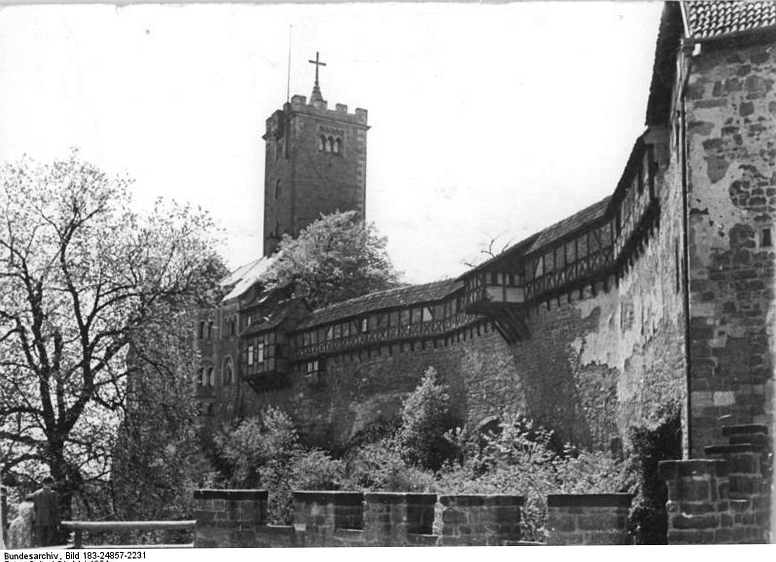
Wartburg, 1954

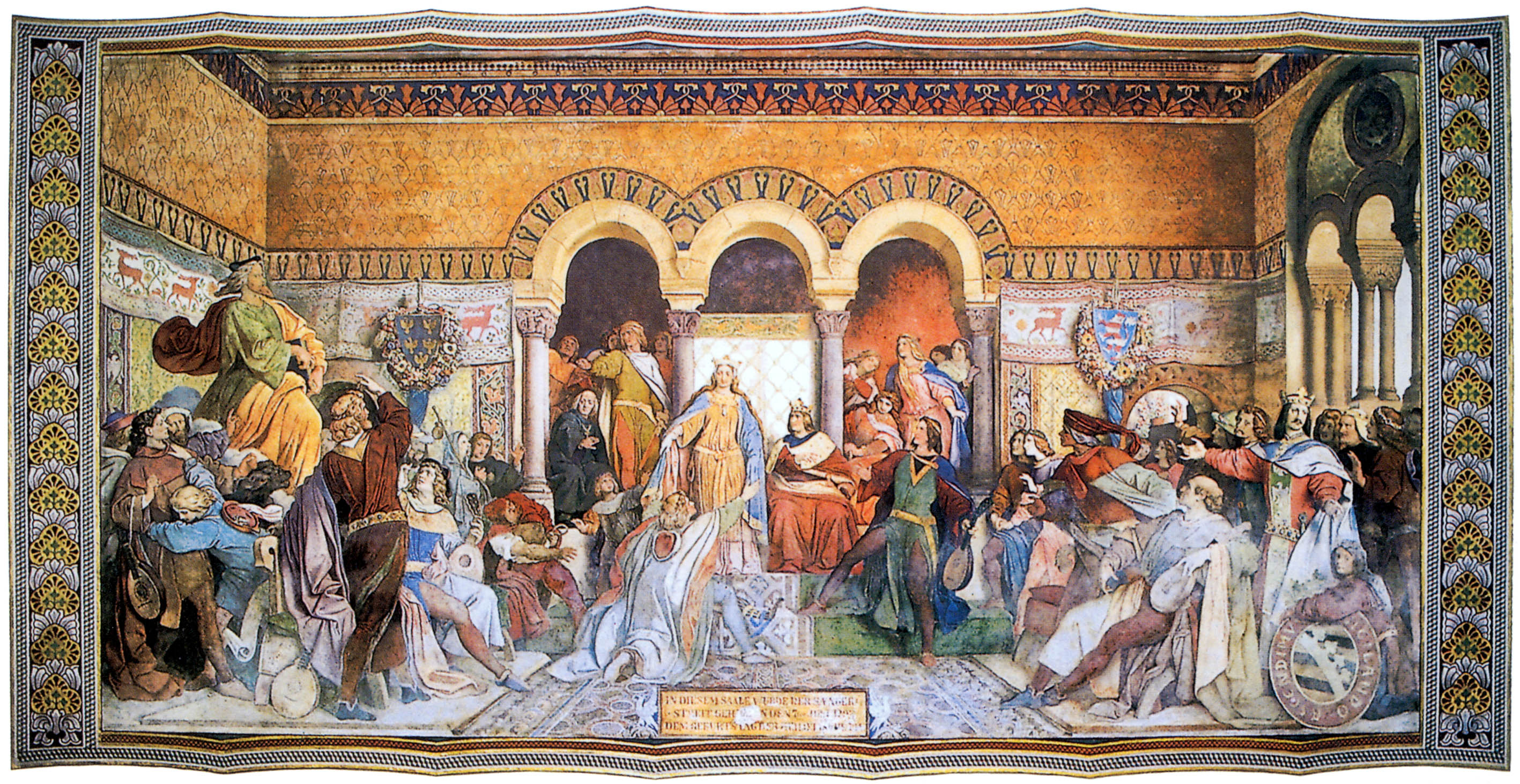
Un “velo grigio”, ben visibile nella metà inferiore dell'immagine, copre gli affreschi colorati fin dagli anni 1920

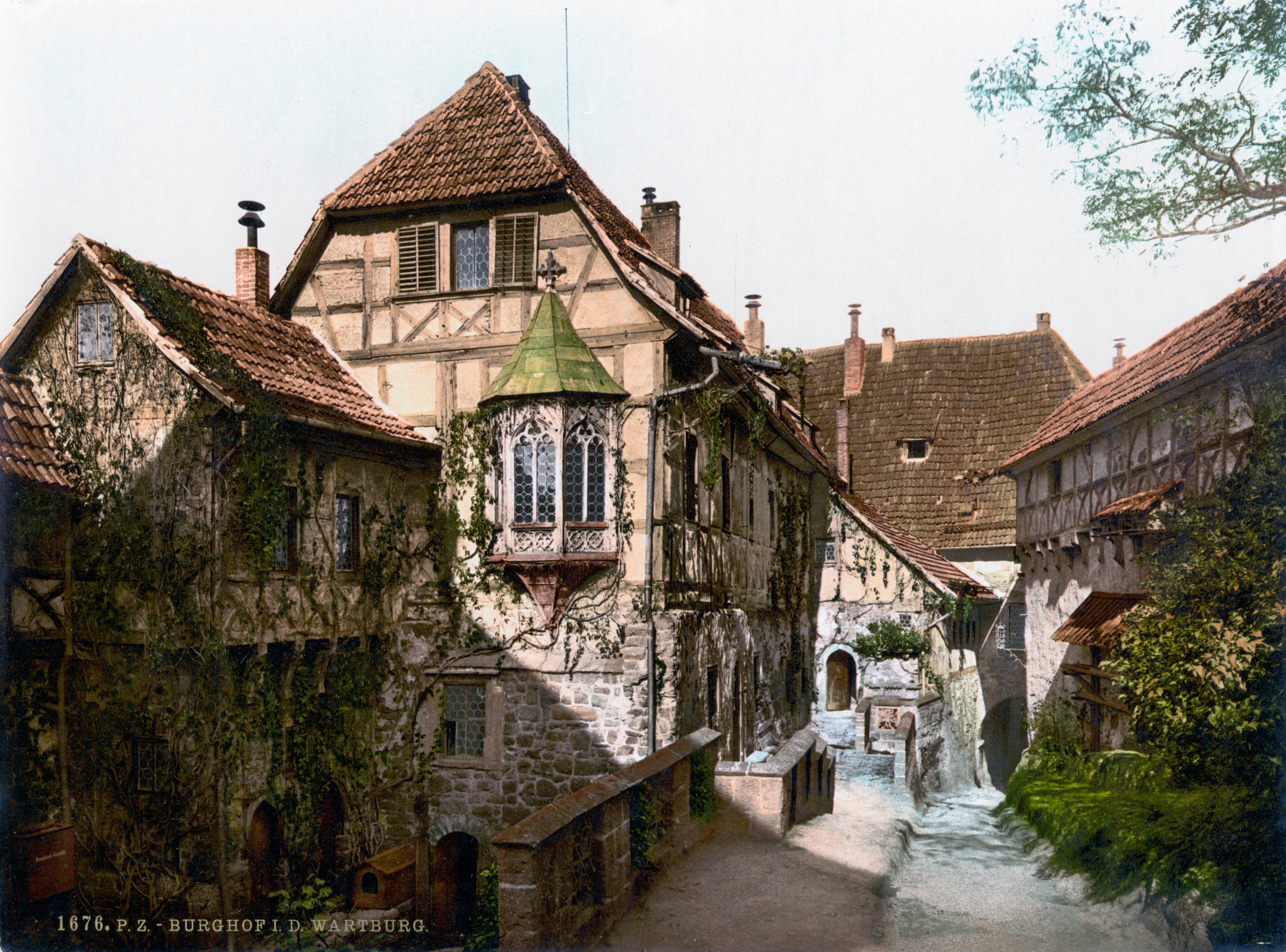
Burghof nel 1900 …

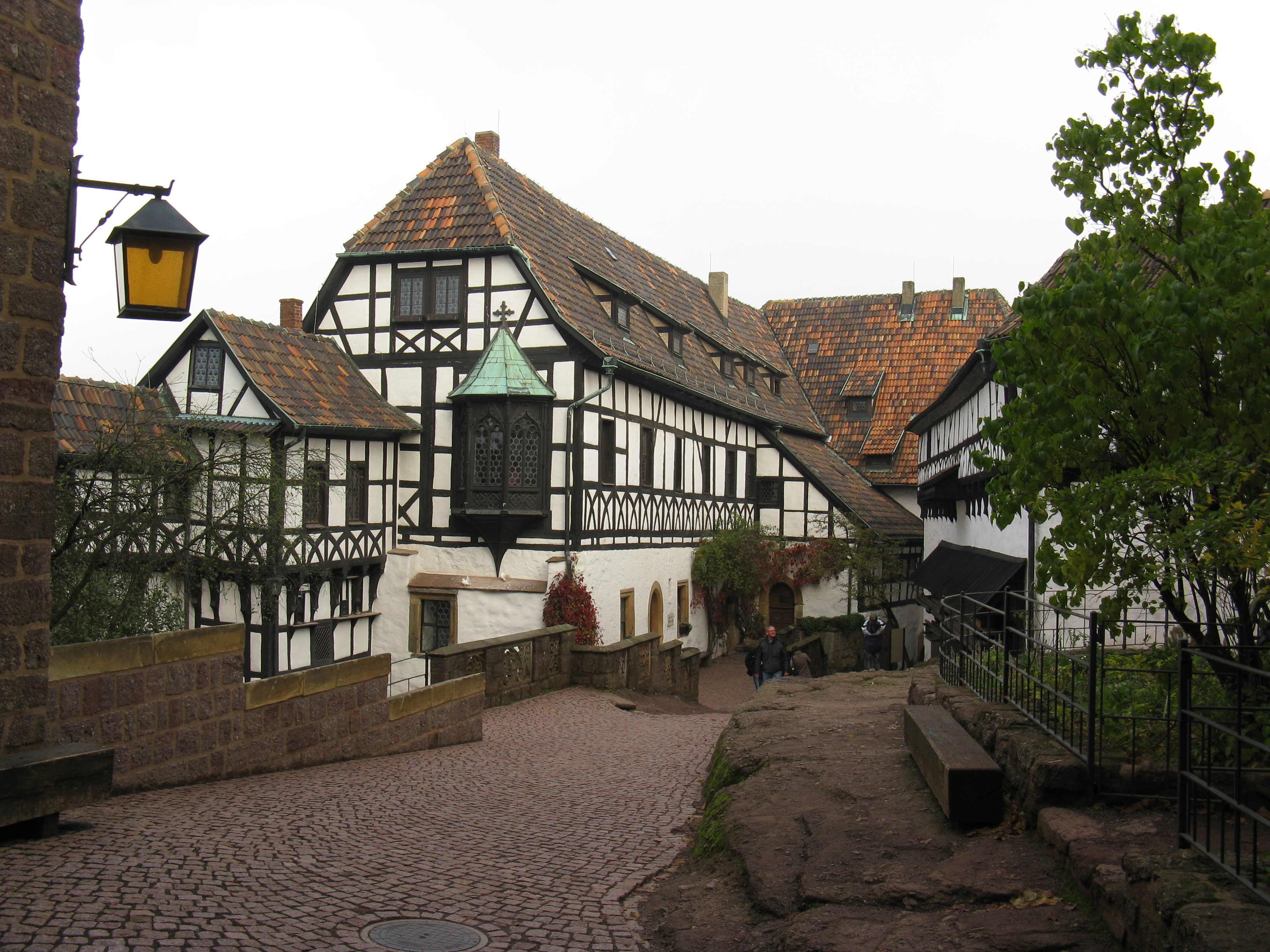
… e nel 2010

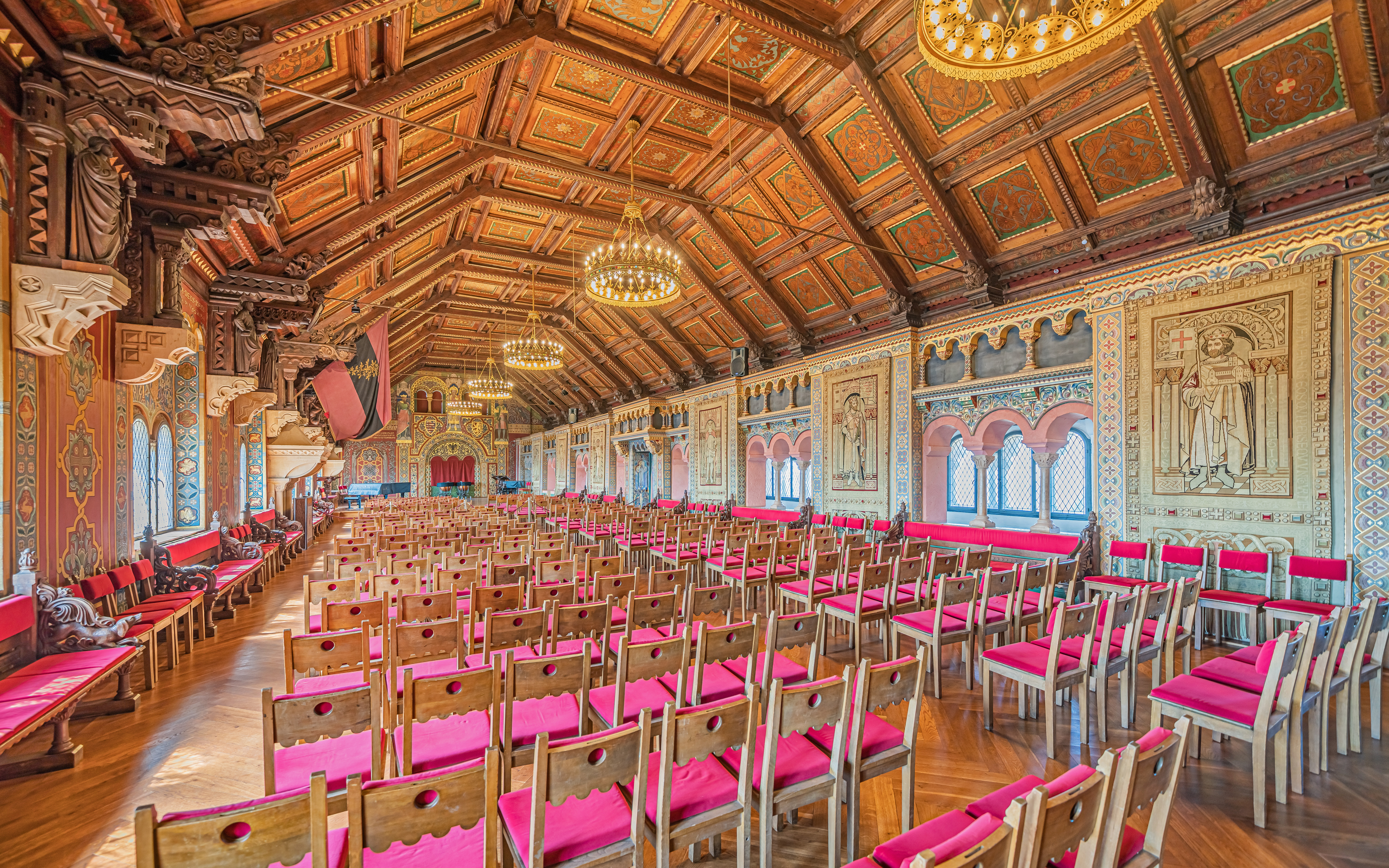
Sala delle feste

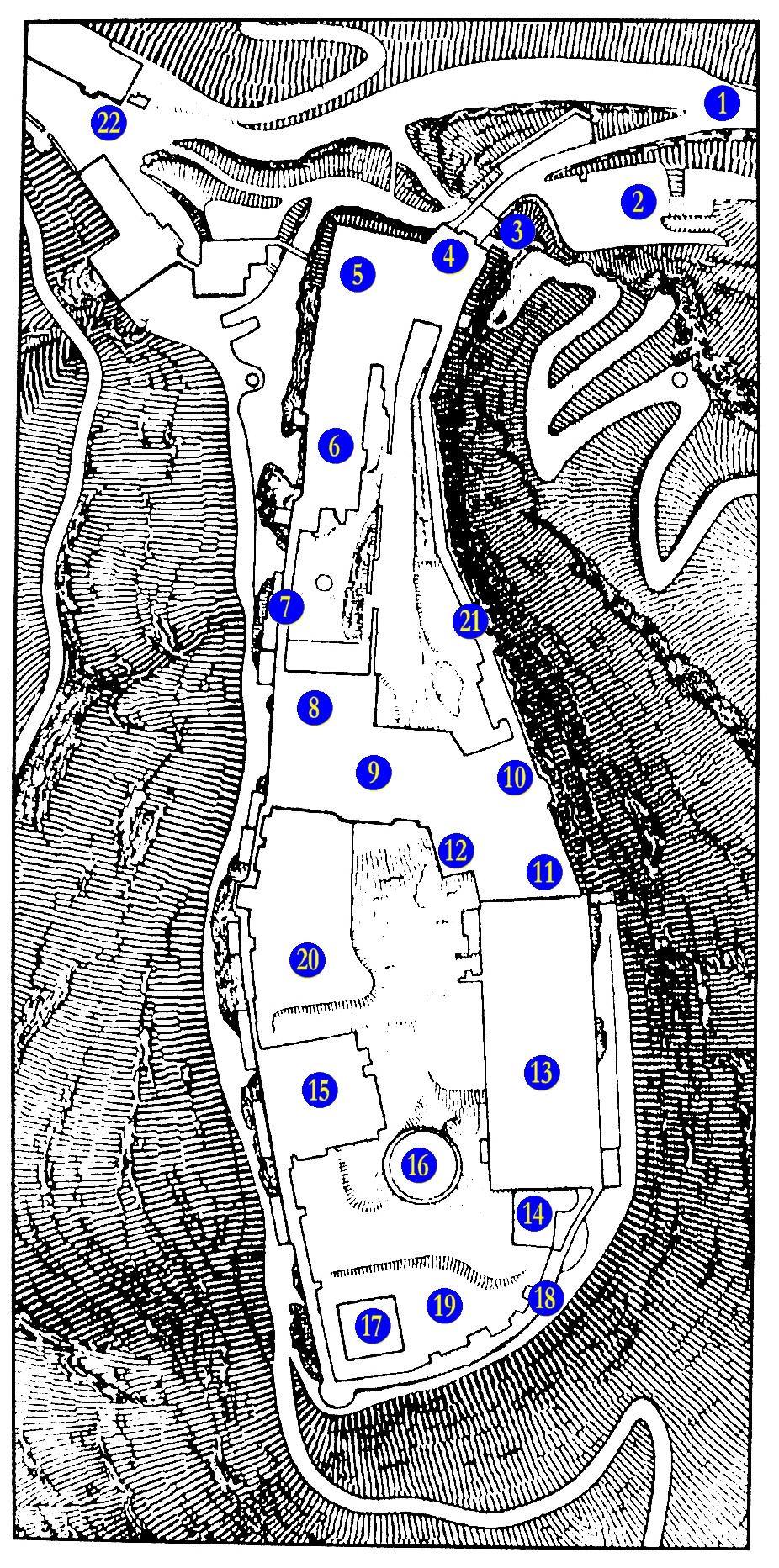
Planimetria: (1) vialetto, (2) trincea, (3) ponte levatoio, (4) torre, (5) casa del cavaliere, (6) baliato e primo cortile, (7) Margarethengang, (8) Dirnitz, (9) torre interna, (10) nuova casa cob camino, (11) tromba delle scale, (12) torre difensiva, (13) palazzo, (14) Ritterbad, (15) Gadem, (16) due case con cisterna, (17) torre sud, (18) muraglia difensiva meridionale, (19) orto, (20) giardino del comandante, (21) Elisabethengang, (22) Hotel nella Wartburg

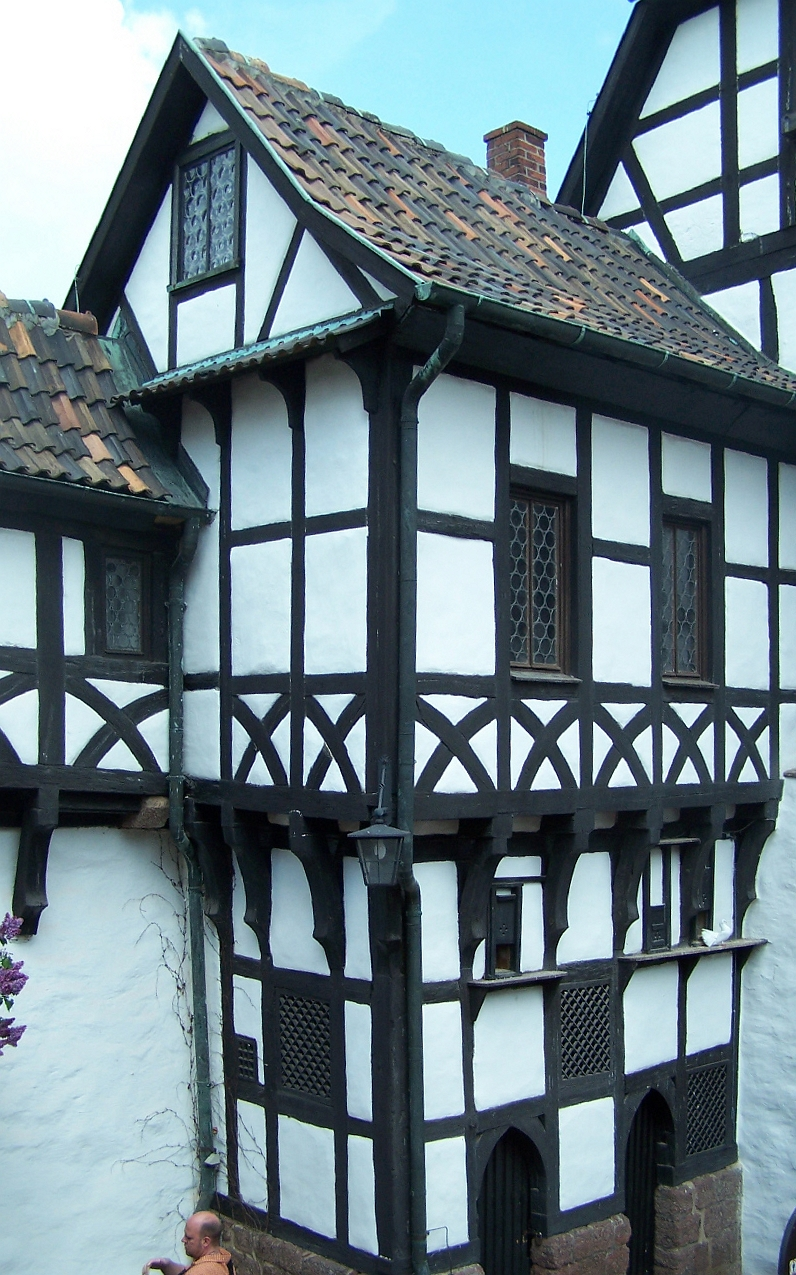
Edificio nel primo cortile

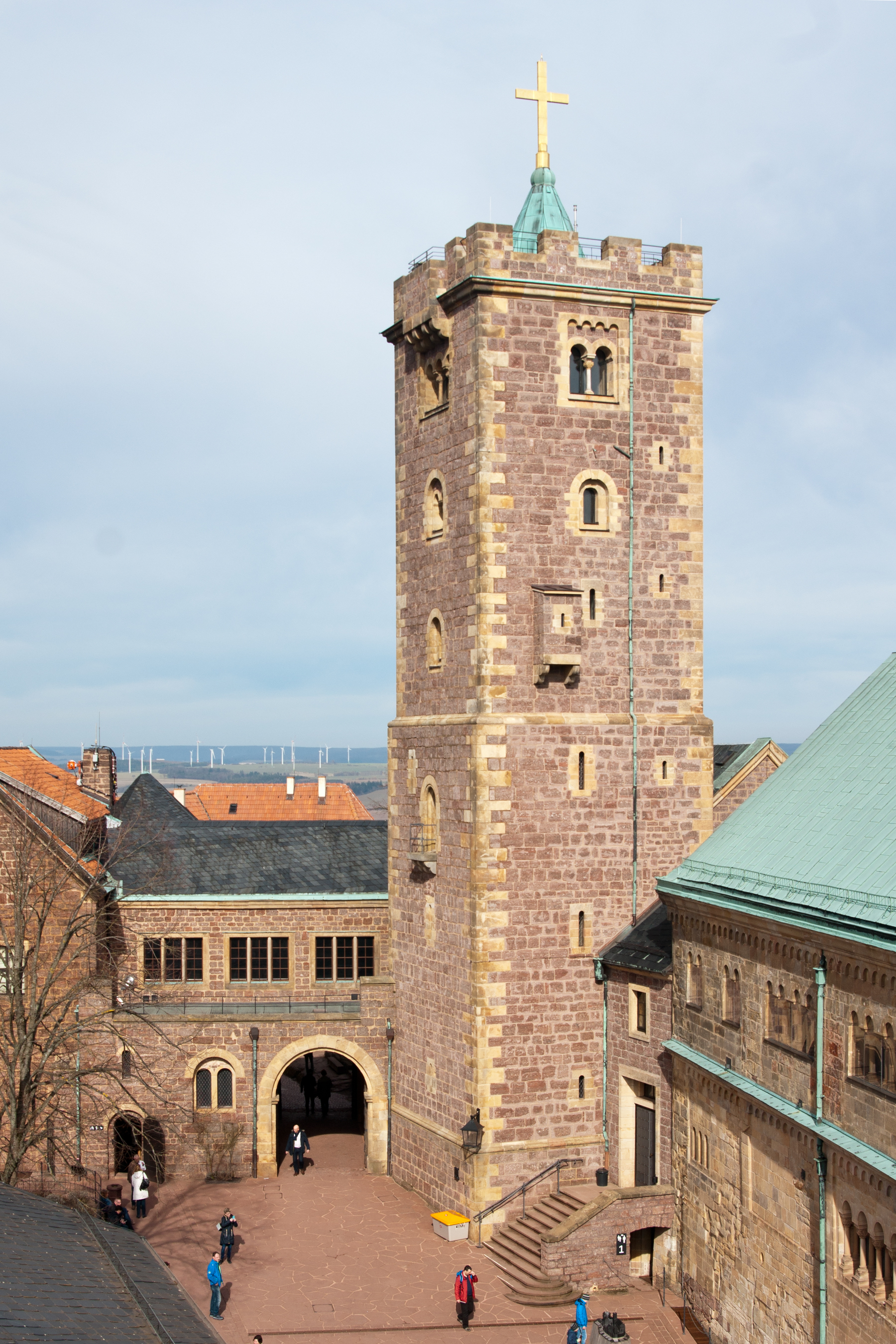
Torre principale

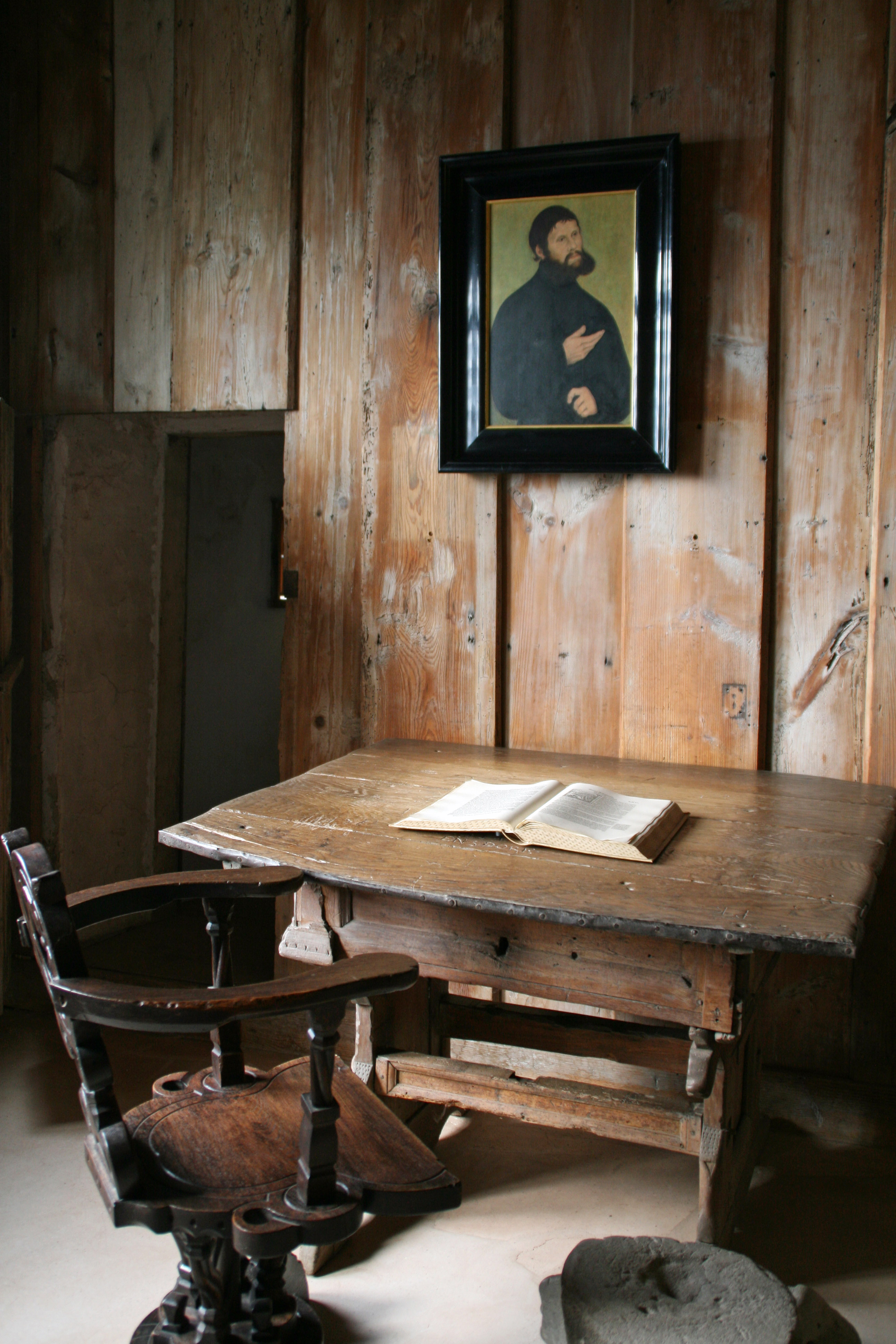
Stanza di Lutero (2008)

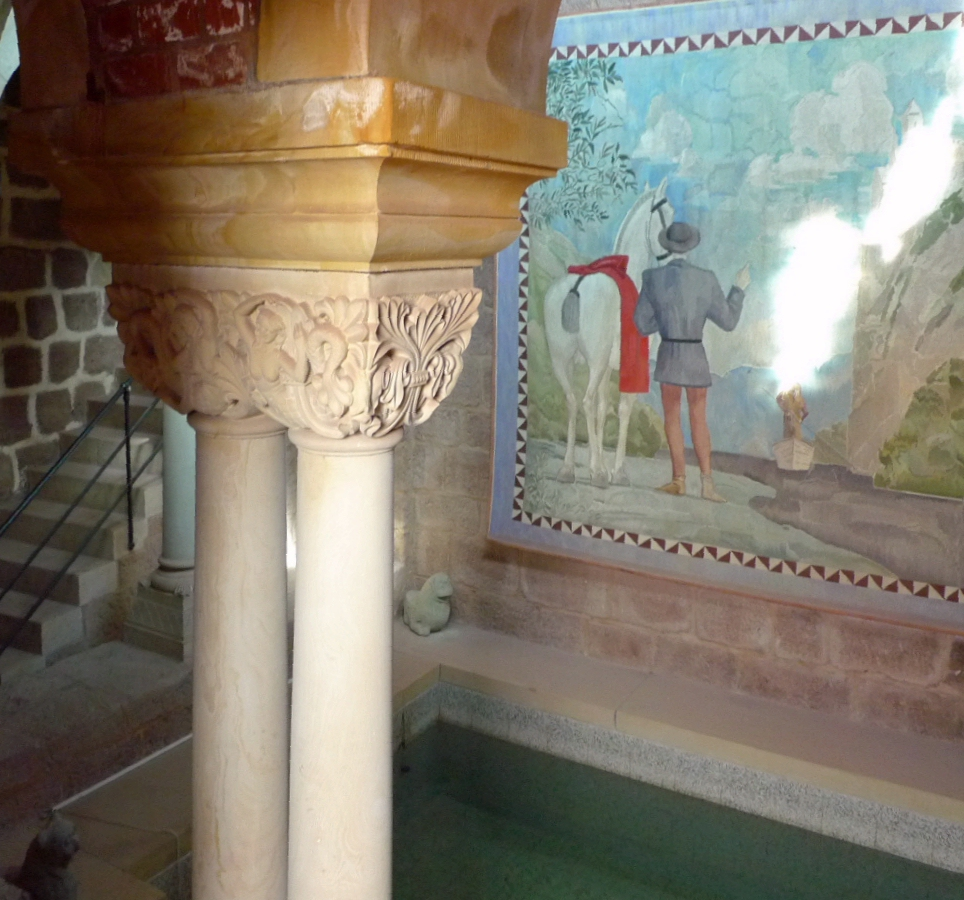
Sala dei cavalieri

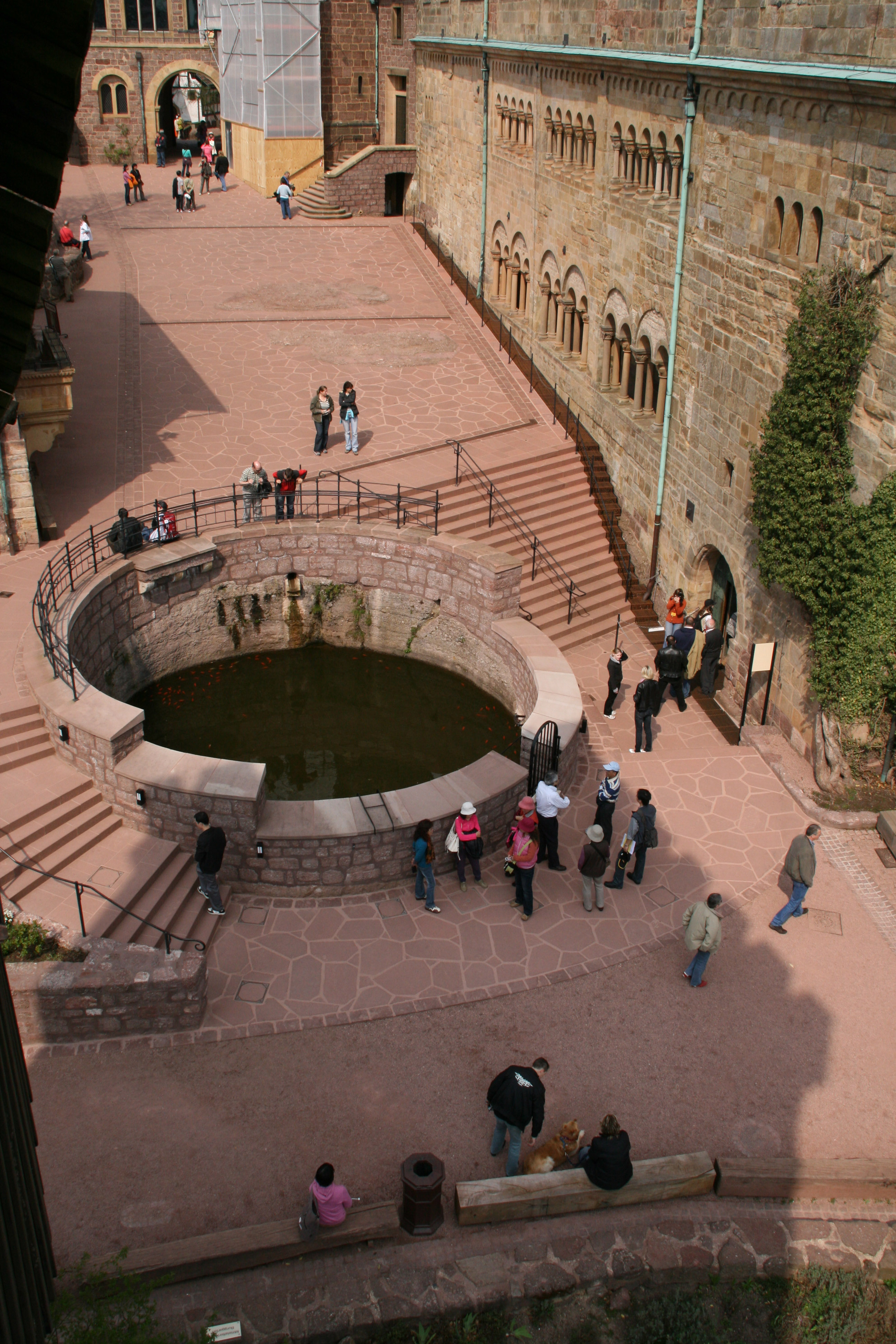
Cisterna interna (2008)

### Langravi della Turingia
La Wartburg è il castello più famoso della nobile famiglia dei Ludovingi. Il loro antenato Luigi il Barbuto († 1080), il padre di Luigi il Saltatore, proveniva dalla famiglia dei conti di Rieneck della Bassa Franconia, che possedevano il burgraviato dell'arcivescovo di Magonza. Con il suo appoggio fondò una piccola signoria di radura nell'area di Eisenach e costruì, l'oggi fatiscente castello Schauenburg vicino a Friedrichroda.
Luigi il Saltatore († 1123) trasferì la sede del suo casato alla Wartburg. La posizione dominante del colle del castello e il nome fanno pensare che sul monte esistesse una fortificazione o un punto di osservazione prima della fondazione del castello feudale. La leggenda della fondazione menziona le "spade giurate della Wartburg". Secondo questa leggenda, si diceva che Ludovico il Saltatore, con le parole "Wart! Berg, du sollst mir eine Burg werden!" (Aspetta! Berg, dovresti diventare un castello per me!) annunciò la fondazione della Wartburg. Il progetto minacciava di fallire perché la montagna non gli apparteneva. Non avrebbe potuto conquistarla con i suoi soli dodici cavalieri. Così gli venne l'idea di portare della terra dal proprio territorio e spargerla sulla montagna. I cavalieri testimoniarono per lui in tribunale, piantarono le loro spade nel terreno e giurarono che queste spade erano completamente nella terra di Ludovico. Il trucco ebbe successo e la costruzione della Wartburg poté iniziare, secondo la leggenda.
Non sono stati ancora trovati resti del castello più antico. Il castello è stato menzionato per la prima volta in un documento nel 1080 in occasione di un attacco da parte della guarnigione del castello a un distaccamento dell'esercito reale di Enrico IV.
Successivamente, Luigi, che fu coinvolto in una rivolta contro Enrico IV, dovette cedere la Wartburg al Kaiser per riconquistare la sua libertà. Ciò documenta l'importanza del complesso in questa prima fase.
Come partigiani degli arcivescovi di Magonza, i Ludovingi guadagnarono rapidamente potere e importanza. Nel 1131 il figlio di Luigi il Saltatore, Ludovico I di Turingia, fu elevato alla carica di langravio, dal re Lotario II, e quindi posto sullo stesso piano dei duchi. Il riavvicinamento con la famiglia imperiale tedesca degli Staufer li portò ad allontanarsi dagli arcivescovi di Magonza. Nel periodo successivo i langravi di Turingia si espansero a spese degli arcivescovi. Di quel periodo sono sopravvissuti solo minimi resti strutturali del castello. La maggior parte degli edifici erano probabilmente in legno.
Tutte le informazioni sopra elencate si basano in definitiva sull'incredibile Reinhardsbrunn, cronaca e congetture su di esso. I Ludovingi sono stati veramente provati come padroni della Wartburg solo dal 1150. Prima di allora, il castello era apparentemente di proprietà (come Allodio o come Feudo, ma non dei Ludovingi) di una famiglia nobile da cui proveniva l'arcivescovo di Magonza, Enrico in stretta connessione con il re Corrado III di Svevia, ma fu estromesso da Federico Barbarossa.
Il langravio Ludovico II di Turingia (regno 1140–1172) fu il più importante costruttore dei Ludovingi. La sua influenza sulla costruzione del castello di quel tempo fu molto significativa. Sotto la sua guida, intorno, al 1156–1162, fu costruito il Palas di grande valore culturale e storico, un edificio rappresentativo separato e indipendente con funzione residenziale. Oltre al palazzo, risalgono al XII secolo anche la cortina orientale e parti del corpo di guardia. Un Bergfried, che sorgeva in un luogo diverso dall'attuale torre e aveva dimensioni molto maggiori, non è sopravvissuto ai secoli. LaCasa del langravio fu costruita nel 1172.
L'ultimo dei Ludovingi, Enrico Raspe, regnò dal 1227 al 1247. Usò il castello come sua unica residenza e quindi anticipò lo sviluppo storico. Fino ad allora era consuetudine esercitare il dominio errante, cioè spostarsi di castello in castello fino a quando la corte non avesse esaurito le risorse locali.

### Burgravi della Wartburg
La progressiva espansione del territorio ludovigiano su parti degli attuali stati federali della Turingia e dell'Assia, spesso spazialmente distanti, portò ad una frequente assenza dei langravi regnanti dai rispettivi castelli con funzioni di residenza. Ciò interessò anche la Wartburg, che si trovava all'incirca al centro del Langraviato. Era quindi necessario affidare tutti i compiti per l'amministrazione del castello, in particolare anche la sicurezza permanente e il miglioramento tecnico-difensivo del sistema della fortezza, a un rappresentante delegato; ricoprì la carica di Burgravio della Wartburg. Con la famiglia dei Conti di Wartburg, che apparvero contemporaneamente, anche loro all'inizio del XIII secolo, come burgravi del vicino Brandenburg, una linea laterale dei conti di Bielstein che non era imparentata con la famiglia dei Ludovingi.
Durante la Lotta per le investiture il castello fu una base strategica che opponeva la Sassonia e la Turingia, alleate, all'imperatore Enrico IV. Dal 1207 al 1231 fu dimora del langravio Ludovico IV e della principessa Elisabetta d'Ungheria, santificata nel 1235. Nel 1999 il castello di Wartburg è stato dichiarato dall'UNESCO Patrimonio dell'umanità.

### Minnesänger
Ermanno I di Turingia (1190-1217) vi creò una corte intellettuale e raffinata, facendo divenire la Wartburg un fulcro fondamentale del Minnesang germanico. Inoltre, verso il 1207 fu sede del "Sängerkrieg", concorso di Minnesänger che vide affrontarsi partecipanti del calibro di Walther von der Vogelweide, di Wolfram von Eschenbach o di Albrecht von Halberstadt. Questa vicenda ispirò il grande compositore Richard Wagner per la sua Opera del Tannhäuser, e quindi il fantasioso re di Baviera Ludovico II nella costruzione del Castello di Neuschwanstein.

### Langravia Elisabetta
Elisabetta d'Ungheria visse alla Wartburg in quanto moglie del langravio Ludovico IV. Dopo la morte del marito ad Otranto in partenza per la Crociata nel 1227, Elisabetta entrò nel Terz'Ordine Francescano e si ritirò nell'ospedale che aveva fatto erigere nel 1228 a Marburgo, dove si dedicò alla cura dei malati fino alla morte, sopraggiunta alla giovane età di ventiquattro anni. Fu canonizzata nel 1235 da Papa Gregorio IX. 

### Wettiner
Dopo la morte di Enricoh Raspe, nel 1247, e la successiva guerra di successione in Turingia, il castello passò nelle mani della Casata di Wettin. Nel 1250 la casa del langravio fu ampliata. Dopo che la Turingia cadde nelle mani dei margravi di Meißen, Alberto II, che ricevette la terra appena acquistata dal padre, Enrico III, si stabilì alla Wartburg. Nel XIII secolo fu costruita la torre sud nel cortile posteriore.
Il castello fu gravemente danneggiato da un incendio causato da un fulmine nel 1318. Il margravio Federico I fece riparare il palazzo e il mastio nel 1319 e nel castello interno fu costruito un grande edificio riscaldato. A quest'epoca risale, tra l'altro, l'insediamento della chiesa nella casa del Langravio (1320).
Dopo la morte del langravio Baldassarre di Turingia, nel 1406, il castello era solo una residenza secondaria nel XV secolo. Ciò si esprimeva anche nella costruzione più modesta. Al posto dei blocchi di pietra naturale venne utilizzato il legno a graticcio più economico. Di quest'epoca si sono conservati il corpo di guardia (fine del XV secolo utilizzando parti più antiche), la casa del cavaliere, il baliato (iniziato nel 1480) e i due merli del cortile esterno (dopo il 1477).

### Martin Lutero
Dopo la Dieta di Worms del 1521, Martin Lutero fu colpito da un bando imperiale, la cui bozza fu redatta dal nunzio pontificio Girolamo Aleandro. Il 26 maggio 1521, la Dieta promulgò l'Editto di Worms, retrodatato all'8 maggio e sottoscritto dall'Imperatore. Con l'Editto Lutero fu dichiarato vogelfrei (bandito, fuorilegge), e in tutto il territorio del Sacro Romano Impero fu vietata la pubblicazione e circolazione dei suoi scritti. Carlo V, rispettando la promessa fatta al suo elettore Federico il Saggio, gli garantì un salvacondotto – decisione di cui poi ebbe a pentirsi, quando lo sviluppo della Riforma distrusse l'unità del suo Impero.
La sera del 4 maggio 1521, sulla via di casa vicino al castello di Altenstein a Bad Liebenstein, il "fuorilegge" Lutero fu segretamente rapito dai soldati di Federico, comandati dai cavalieri Burkhard Hund von Wenkheim e Hans Sittich von Berlepsch, e condotto alla fortezza di Wartburg, per essere posto al sicuro dai pericoli per la sua incolumità. Martin Lutero vi soggiornò in incognito, da sabato 4 maggio 1521 sino a sabato 1º Marzo 1522, sotto lo pseudonimo di "Junker Jörg". L'alloggio spartano di Lutero era una piccola stanza sopra il primo cortile, che doveva essere una prigione per cavalieri. Qui usò il riposo forzato per prepararsi alle future controversie teologiche e per realizzare il progetto di una traduzione del Nuovo Testamento in lingua tedesca.

### Fritz Erbe
Nel 1540 l'anabattista Fritz Erbe, che era già stato imprigionato a Eisenach, fu trasferito alla Wartburg e internato in una cantina sotterranea nella torre sud. L'unico accesso al dongione era un'apertura nel pavimento del piano centrale della torre. Dopo diversi anni di prigionia, Fritz Erbe morì nel 1548. Durante i lavori di pulizia, nel 1925, il guardiano del castello, Hermann Nebe, scoprì il nome Erbe sopra la roccia, che Erbe stesso aveva scolpito. La presunta eredità funeraria è stata ritrovata sotto il castello nel 2006. Oggi una targa sulla torre sud della Wartburg ricorda il destino di Erbe.

### Goethe e la Wartburg
Durante le sue visite a Eisenach e al Castello di Wilhelmsthal, Johann Wolfgang von Goethe ebbe diverse opportunità di familiarizzare con la storia della Wartburg in loco; in tali occasioni furono realizzati anche alcuni schizzi del castello. Nel 1793 organizzò osservazioni e registrazioni meteorologiche al castello. Dal 1815 in poi, Goethe pensò di allestire un museo d'arte nella Wartburg. In questo contesto, il ministro di Stato granducale Christian Gottlob von Voigt venne consultato a Weimar per consentire l'acquisto di oggetti d'arte per lo più sacri. Questi in seguito costituirono la base delle collezioni di sculture del Museo della Turingia.
Goethe rimase colpito dal paesaggio, dalla mineralogia, dal tempo e da molti dettagli costruttivi; era a conoscenza del valore storico del castello come dimora dei langravi e di Martin Lutero. L'impegno e l'interesse di Goethe per il castello diminuirono poi notevolmente, anche a seguito del "Festival di Wartburg" organizzato dalla Urburschenschaft nell'ottobre.

### Festival di Wartburg
Questi Festival di Wartburg erano per lo più raduni di studenti che si svolgevano alla Wartburg. Il più noto fu il primo Festival di Wartburg, il 18 ottobre 1817, al quale tutti si riferirono in seguito: in occasione del 300º anniversario dell'inizio della Riforma e del 4º anniversario della Battaglia delle Nazioni, vicino a Lipsia, studenti di varie università tedesche organizzarono un incontro. Il raduno di circa 500 studenti e alcuni professori era una protesta contro la politica reazionaria dei piccoli stati e a favore di uno stato nazionale con una propria costituzione.
Da allora, la Wartburg è stato utilizzato come punto d'incontro dalle associazioni studentesche tedesche. Il Wingolfsbund organizza un festival di Wartburg ogni due anni dal 1850 e la Deutsche Burschenschaft vi ha tenuto la sua cerimonia annuale fino al Burschentag 2013.

### Ricostruzione dal XIX secolo

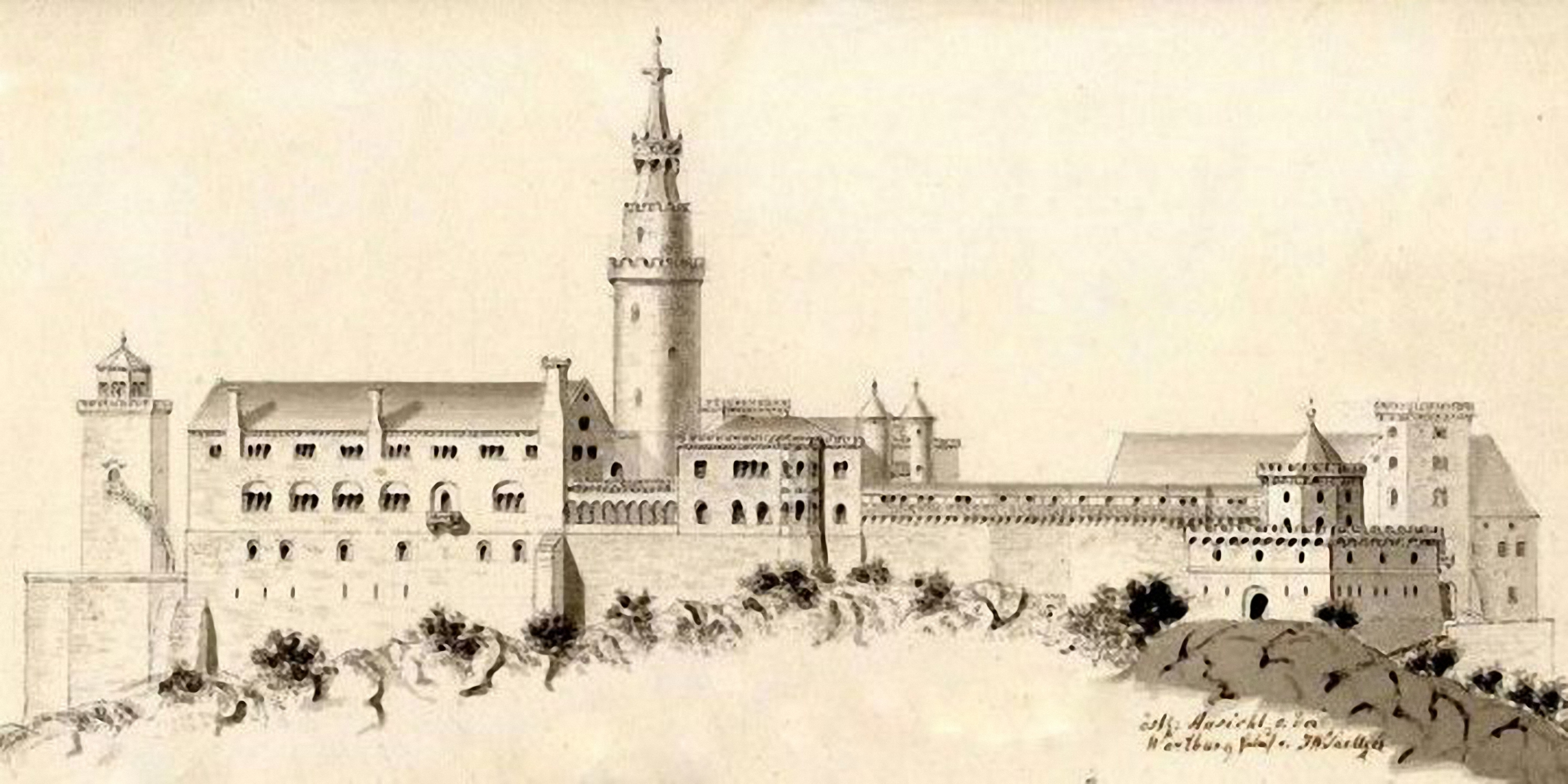
Johann Wilhelm Sältzer: Entwurf für die Wiederherstellung der Wartburg, 1846

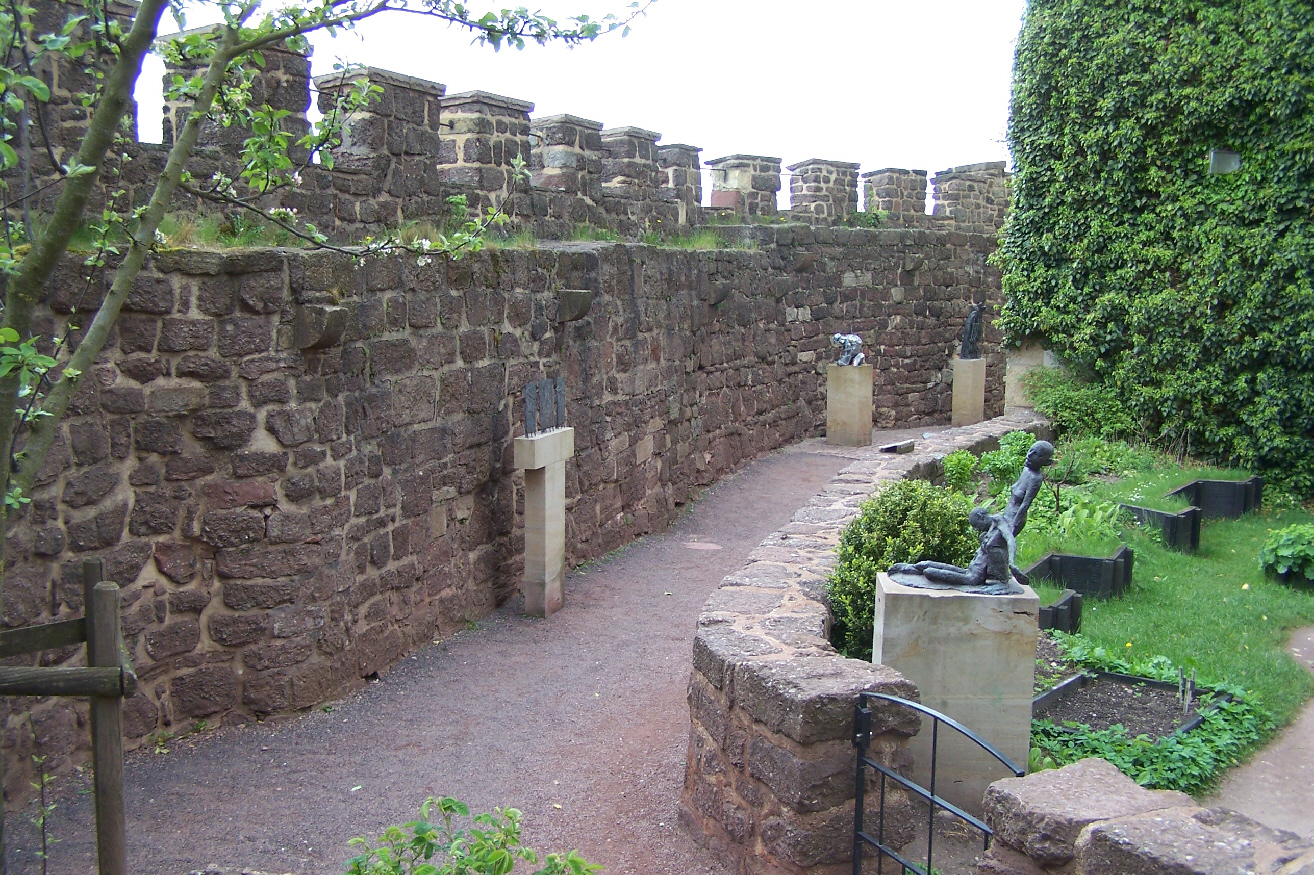
Parete sud

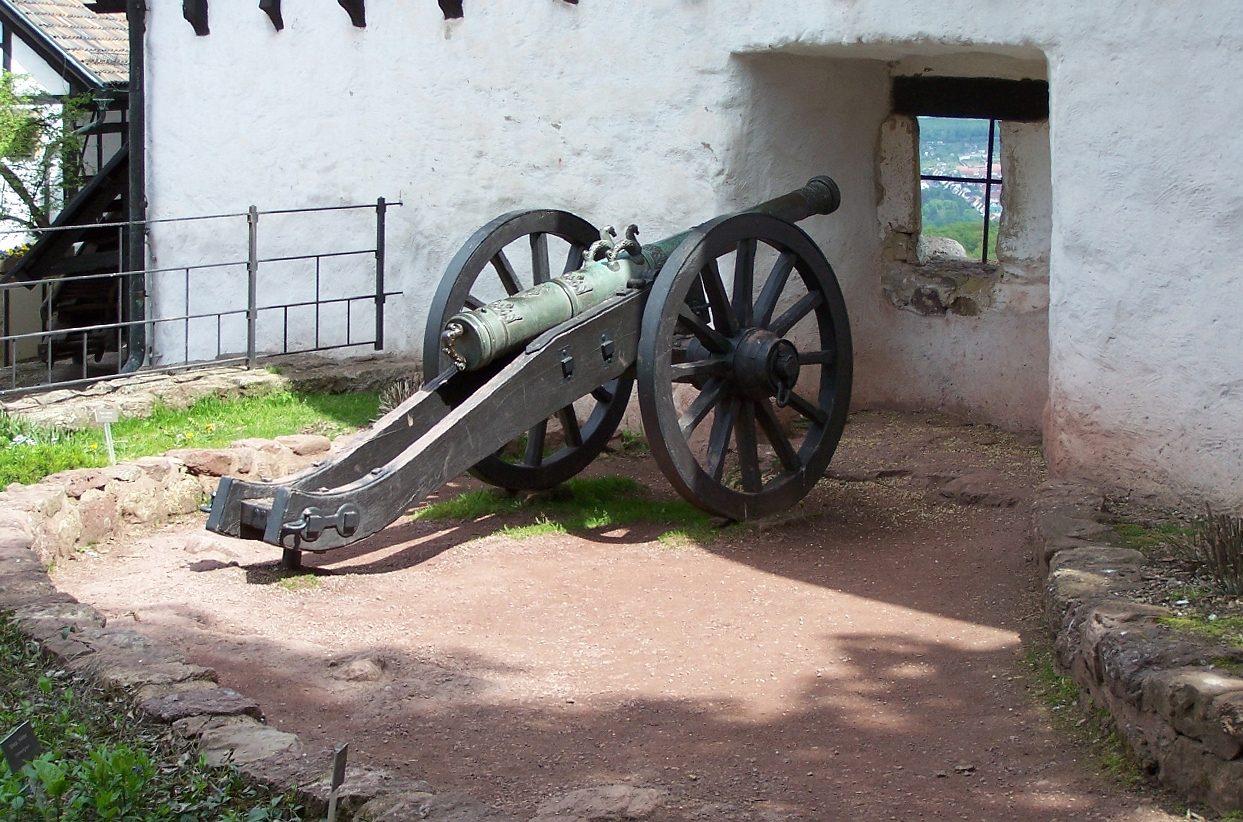
Dai tempi della fortezza

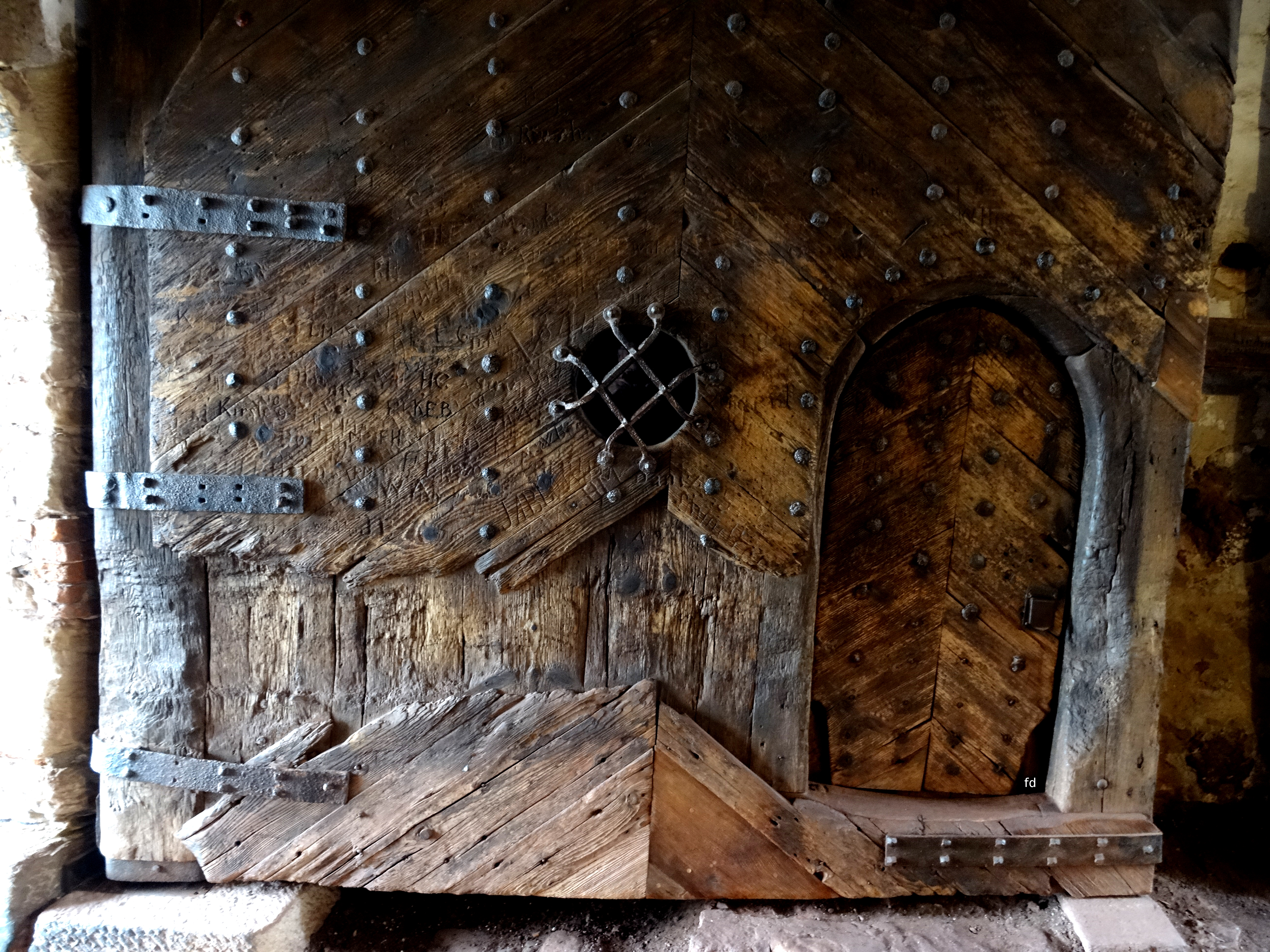
Cancello del castello con porta pedonale

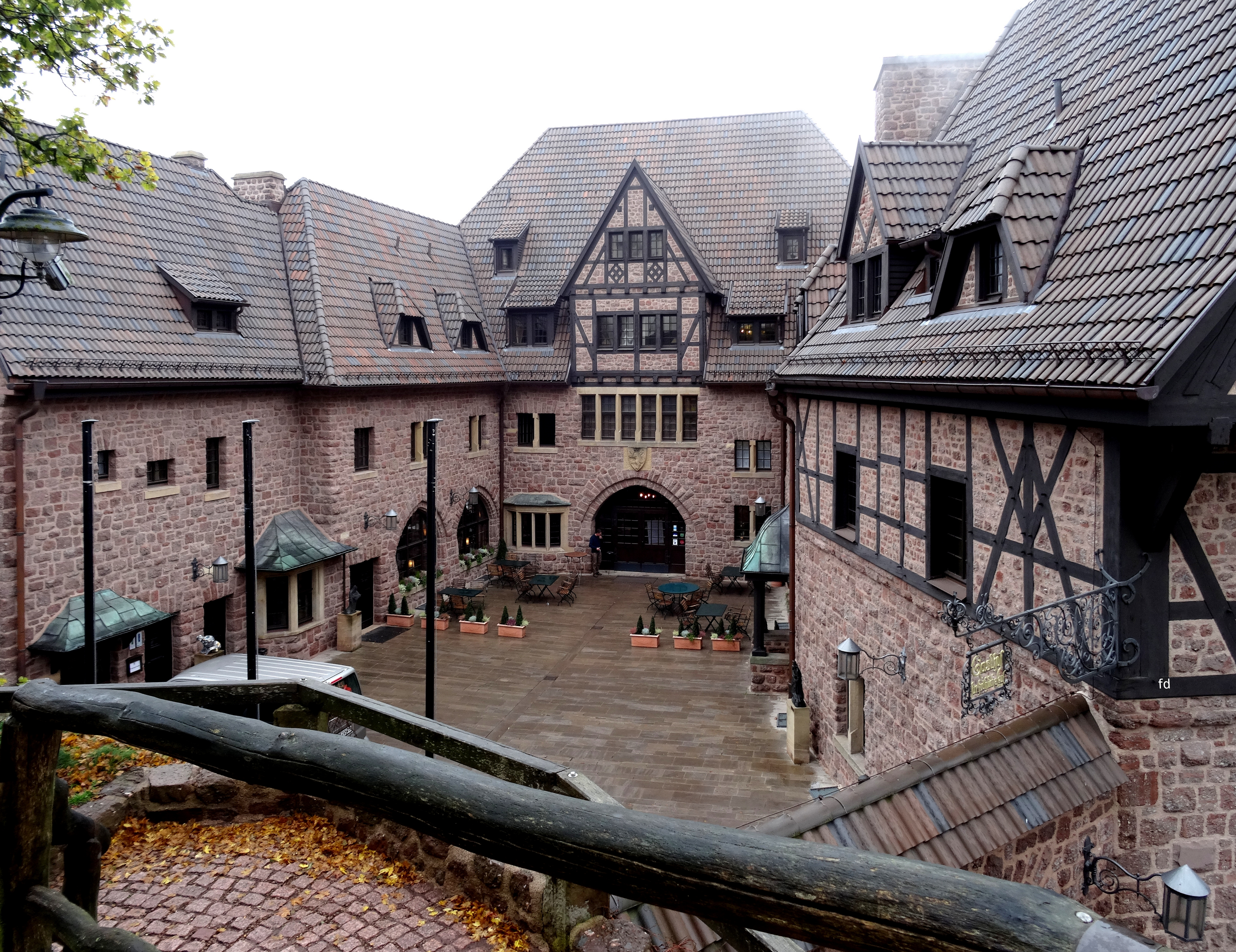
Locanda della Wartburg

Nel 1838 il Granduca di Sassonia-Weimar-Eisenachische Baurat, Johann Wilhelm Sältzer, fu incaricato di indagare sui resti della Wartburg. Le sue scoperte diedero impulso al restauro delle antiche rovine del castello. Fece aprire e completare i portici del palazzo sul lato del cortile, misurò attentamente le rovine e presentò nuovi progetti di costruzione del castello molto originali e fantasiosi, caratterizzati da un romanticismo castellano.
Dopo un'ampia discussione, il castello fu ricostruito in stile storicizzante, dal 1853 in poi, dall'architetto Hugo von Ritgen. Oltre alla locale pietra Rotliegend, con la quale è stata costruita la maggior parte dei nuovi edifici, è stata utilizzata anche arenaria Seeberger del Großer Seeberg vicino a Gotha. Furono eretti diversi nuovi edifici, che oggi modellano in modo significativo l'immagine del castello. Al posto dell'aula del tribunale, che fu demolita nel 1778, nel 1867 fu costruita la "Dirnitz" con la sala del cancello, dividendo il castello grosso modo a metà. Il mastio fu costruito tra il 1853 e il 1859. Durante la costruzione delle fondamenta, sono stati scoperti i primi resti delle fondazioni dell'edificio precedente, leggermente sfalsate verso nord. Questa torre era già in condizioni desolate nel 1568, fu progressivamente demolita, nel 1774 si parlava di "torre del castello caduta".
Era necessaria un'area separata per l'appartamento privato della casa regnante. A tal fine furono aggiunti al mastio il "Kemenato Nuovo" e la "Scala Nuova"; questi allo stesso tempo colmano lo spazio tra l'aula e la merlatura del cortile esterno. Il posto del birrificio fu preso dal Gaden; è stato mantenuto il seminterrato dell'edificio precedente. A sud del palazzo restaurato, dopo il completamento dell'acquedotto Wartburg, è stato aggiunto il Bagno del Cavaliere. Il cosiddetto canile per orsi che vi si trova è stato costruito solo all'inizio del XIX secolo come popolare struttura di intrattenimento. Ulteriori edifici (cucina del castello, fabbrica di birra, Casa dei mulini a mano) sul lato ovest sono stati deliberatamente evitati; lo spazio qui disponibile è occupato dal giardino dei comandanti prato con pergolato a balcone. Un'altra misura edilizia della fine del XIX secolo fu la costruzione del Wartburghotel sul "Gaisköpfchen". L'11 giugno 1859, al termine dei lavori, fu inaugurata la "croce della Wartburg" sul mastio.
Il pittore e mosaicista August Oetken ha creato i mosaici colorati nell'Elisabethkemenate dal 1902 al 1906.
Inoltre, grazie alla sua ricostruzione storicistica, l'edificio contiene numerosi dipinti fantasiosi di persone e scene del Medioevo tedesco.
Uno dei fatti quasi dimenticati è che la ricostruzione della Wartburg è stata resa possibile anche grazie a Granduchessa Sophie che, in qualità di patrona, ha sostenuto il progetto con significative risorse finanziarie.

### Il periodo tra le due guerre
Eisenach era diventata un'importante città congressuale intorno al 1900. Nel 1905 venne fondata la Kurbad-Eisenach-Gesellschaft e furono costruiti numerosi hotel e pensioni, un casinò, bagni, parchi e sanatori. L'amministrazione della Wartburg guardò con preoccupazione a questo boom edilizio, perché aveva cambiato, in modo permanente, l'aspetto precedente del castello. Nelle dure lotte con l'amministrazione comunale e il governo dello stato, fu emanata la “Linea Blu” come limite di lottizzazione ammissibile nonché norme per la tutela del paesaggio intorno alla Wartburg, ancora oggi in vigore.
Grazie al fiorente turismo della città, la Wartburg conobbe un afflusso di turisti fino ad allora sconosciuto. Al fine di migliorare l'accessibilità del castello, furono commissionati i progetti per il collegamento tranviario e una moderna strada di accesso per le automobili. Venne realizzata la costruzione della Wartburgallee che costituisce la base per il "turismo di massa" che continua ancora oggi.
Le conseguenze indesiderate del numero annuale dei visitatori emersero dai primi anni 1920. Gli affreschi realizzati da Moritz von Schwindt iniziarono a sbiadire, e durante le prime analisi dei danni furono diagnosticate infestazioni fungine e processi chimici sulla base dei dipinti. Un comitato scientifico di esperti venne incaricato di assistere i restauratori nella conservazione delle opere d'arte.
I membri della famiglia granducale rinunciarono al loro potere politico dopo la Rivoluzione di novembre in Turingia. Dopo l'abdicazione, tuttavia, la disputa sui beni privati, la proprietà forestale, le terre e i tesori d'arte dei principi scoppiò in tutti gli stati tedeschi. La Wartburg fu "difesa" con particolare interesse dalla famiglia granducale e la disputa con i governi borghesi a Weimar, in continua evoluzione, si trascinò fino al 1921 e terminò con la firma dell'accordo amichevole da parte del Granduca Guglielmo Ernesto e il ministro di Stato di Weimar. La "questione Wartburg" era stata considerata risolta con l'istituzione della Fondazione Wartburg; tuttavia, i membri della fondazione inizialmente attivi erano strettamente imparentati con la Casa regnante e impedirono anche alla Chiesa evangelica luterana in Turingia di essere inclusa nel consiglio della fondazione e tutti i membri vennero confermati dal rispettivo ministro della cultura del Libero Stato di Turingia. Negli anni 1930, Wilhelm Frick e il Gauleiter della Turingia Fritz Sauckel ebbero influenza sulla Fondazione Wartburg come membri del comitato. Nel 1930 Hans von der Gabelentz divenne capitano della Wartburg e fondò il Museo Wartburg e l'Archivio del Castello.

### Nazionalsocialismo e seconda guerra mondiale
Durante il nazionalsocialismo il Gauleiter Fritz Sauckel della Turingia progettò di fare della Wartburg un "centro culturale del Reich". Vi vennero organizzati numerosi eventi e celebrazioni di propaganda, come le celebrazioni di Lutero del 1934 dei "cristiani tedeschi" affiliati al nazismo. Nel 1938 Sauckel fece sostituire la croce sulla torre del castello con una svastica. Tuttavia, le proteste della popolazione fecero sì che fosse nuovamente rimossa dopo un mese e la croce cristiana fosse rimessa al suo posto.
Nella primavera del 1939, tredici Chiese protestanti regionali fondarono nella Wartburg l'"Istituto per la ricerca e l'eliminazione dell'influenza ebraica sulla vita della Chiesa tedesca"; l'8 maggio di quell'anno fu inaugurato, e il suo capo era il teologo Walter Grundmann. I fascicoli dell'"Entjudungsinstitut", scomparso dopo il 1945, divennero noti al pubblico solo nel 1990, dopo il trasferimento degli archivi ecclesiastici regionali.

### Dopo la seconda guerra mondiale
I bombardamenti statunitensi, dal 1° al 5 aprile 1945, causarono danni al cancello e alla casa dei cavalieri, al dirnitz, al mastio, al Neuer Kemenate, alla sala e al Gadem. Questi furono in gran parte sistemati nel 1946.
Opere d'arte e beni preziosi della Fondazione Wartburg rimasero in depositi segreti fino alla metà del 1946 per motivi di sicurezza al fine di proteggerli dalla distruzione o dal saccheggio. La collezione di armi nota come armeria della Wartburg era ancora vittima dell'occupazione postbellica della Turingia da parte dell'Armata Rossa. Questa collezione, preziosa sia dal punto di vista materiale che artistico, fu confiscata nel 1946 e trasferita in Unione Sovietica, dove si persero le sue tracce.
A partire dagli anni 1950, in vista di importanti ricorrenze (anno della Riforma, anniversario di Lutero, anniversario di Elisabetta), vennero eseguiti ampi lavori di restauro. Nel rispetto della conservazione dei monumenti storici, molti degli infissi ottocenteschi vennero rimossi per far risaltare meglio le componenti romaniche. Gli edifici storici non vennero generalmente sacrificati ma, ove possibile, conservati a testimonianza della storia del castello.

### Tempi moderni e patrimonio mondiale
La ricerca sull'edilizia ha fatto progressi significativi dal 1990. Ciò vale sia per l'indagine archeologica architettonica del castello che per il restauro delle opere d'arte. Anche l'attrezzatura tecnica del castello è stata rinnovata, passo dopo passo. Sono state rifatte le condutture idriche e fognarie, le strade di accesso e i percorsi intorno al castello.
Nel 1999 la Wartburg è diventata un sito del Patrimonio dell'umanità dell'UNESCO.
Dal 2008 la Wartburg fa parte della "Via dei Monumenti", una rete di monumenti e luoghi della memoria tedeschi fondata su iniziativa dello Stadtgeschichtliches Museum di Lipsia. L'obiettivo della rete è "mettere in rete più strettamente i luoghi della memoria come ex punti focali del passato e renderli più tangibili nel loro insieme attraverso misure congiunte di marketing".
Il 17 maggio 2010 ha avuto luogo la sepoltura dell'urna della 99enne Elisabetta di Sassonia-Weimar-Eisenach nella Cappella di Elisabetta. È stata la prima sepoltura alla Wartburg.
Poiché era prevista la costruzione di due grandi turbine eoliche sul Milmesberg, a 461 metri di altezza vicino a Marksuhl e in vista della Wartburg, il castello rischiava di perdere il titolo di patrimonio dell'umanità dell'UNESCO. La controversia si è conclusa nel novembre 2013 con una transazione. Inoltre, l'area in questione è stata protetta da progetti simili dalla revisione del regolamento urbanistico del Libero Stato di Turingia.
Nel 2015, il "Gruppo Arraiolos" ha incontrato l'uscente Presidente federale tedesco Joachim Gauck come ospite alla Wartburg.
Nel 2017 la Wartburg ha svolto un ruolo importante nella celebrazione del 500º anniversario della Riforma.

## Edificio

### Posizione e descrizione generale
La Wartburg sorge su uno stretto e aspro costone roccioso a circa 220 m sopra la città di Eisenach; si tratta di un tipico castello a sezioni, originariamente costituito da quattro sezioni, di cui oggi si conservano solo il castello esterno e quello principale. La Wartburg subì i maggiori cambiamenti, non sempre vantaggiosi per la struttura, nel XIX secolo, quando il restauro del castello fu effettuato su iniziativa di Goethe in linea con le idee dello storicismo e del rivitalizzato nazionalismo dell'Impero tedesco.
Il castello è stato più volte assediato nella sua storia, ma mai conquistato, e nel suo periodo di massimo splendore era così suddiviso:

#### 1ª sezione
La prima sezione del castello era quella fortificata che segna oggi l'ingresso al castello. Qui c'erano fortificazioni, che hanno dato a questa sezione il nome attuale. Le fondamenta di una torre (Fischerturm) sono state nuovamente riportate alla luce negli anni 1990 e sono oggi visibili all'interno di un foro quadrato. Gli edifici di questa sezione, che fino all'epoca di Goethe erano dei bastioni coperti, non ci sono più. Al loro posto c'è oggi la zona davanti al ponte levatoio.

### Bastione esterno
Al cortile esterno si accede attraverso il ponte levatoio e un edificio con la porta, che in origine era una torre d'ingresso dall'epoca della conversione in residenza e fu successivamente ridotta in altezza e ricostruita. Gli edifici adiacenti alla portineria sulla destra (Ritterhaus, Vogtei) risalgono al tardo Medioevo. Tuttavia, sono state rinvenute indicazioni della presenza di resti edilizi più antichi. La fontana nel primo cortile della Wartburg non risale al Medioevo, perché l'acqua era portata da animali da soma e prelevata dalla cisterna (nel cortile principale). La cortina muraria, che risale in parte al XII secolo, è stata dotata della struttura aggettante a graticcio e coperta nel XV secolo. La parte occidentale si chiama Margaretengang e la parte orientale Elisabethgang. La corte esterna era probabilmente chiusa da un "fosso del collo" al castello principale.

#### Castello principale
Il castello principale è delimitato dalla fila di edifici Neue Kemenate, Torhalle e Dirnitz, tutti della seconda metà del XIX secolo. Gli edifici medievali a questo punto erano già caduti in rovina ai tempi di Goethe, tanto che lo stato medievale del cortile doveva essere ricostruito attraverso degli scavi. Il castello principale è dominato dal palazzo tardo romanico, il Landgrafenhaus, accanto alla torre sud l'unico edificio medievale del castello principale, nonché dall'attuale torre principale, che fu edificata nei pressi del mastio originale, che ospita un serbatoio dell'acqua per rifornire la città di Eisenach. Nulla del resto degli edifici medievali è sopravvissuto. Il Gadem adibito oggi a ristorante fu ristrutturato dal 1874 al 1877; è stato mantenuto il piano seminterrato con barriccaia. L'edificio in precedenza fungeva da magazzino, armeria e cucina di corte. Immediatamente a sud c'era la fabbrica di birra.

#### Sezione meridionale
La parte più meridionale dell'odierno castello principale potrebbe essere stata separata dal cortile principale da un muro all'altezza della fuga Palas-Gadem a causa delle condizioni topografiche nel Medioevo. All'estremità meridionale di questa sezione si trova la torre sud, l'ultima torre originariamente conservata della storia del castello. Copriva il versante meridionale in direzione di Eisenacher Burg. La parte oggi adibita a giardino del castello è già di tre metri più bassa rispetto all Gadem. Per secoli l'area è stata utilizzata come discarica per ampliare progressivamente l'area del cortile del castello. Durante il restauro della parete sud, ancora in corso nel 2012, sono state documentate all'interno della cortina muraria fondazioni e resti di un gruppo di pilastri portanti.

#### Locanda
Negli anni dal 1912 al 1914, fu costruita la locanda della Wartburg su progetto dell'architetto Bodo Ebhardt.

#### Sala da concerti
La Wartburg ospita una delle sale da concerto più famose della Turingia. L'acustica dell'edificio ha giocato un ruolo chiave nel suo successo. È anche opera di Franz Liszt, che ha portato le sue capacità e competenze musicali nella progettazione della sala da ballo quando il Palas è stato trasformato in una sala da concerto per conto della Casa Ducale di Weimar.
Nel suo insieme, la Wartburg è un tipico esempio di conservazione dei monumenti del XIX secolo: l'architettura esistente è stata integrata con edifici in una forma storicizzante, a volte romantica, per riflettere il significato storico del castello, a cui è stato dato un aspetto nazionale al momento della costituzione dell'Impero tedesco. Siti comparabili nella storia tedesca sono il Castello di Kyffhausen, il Castello di Hohenzollern, il Castello di Haut-Kœnigsbourg e il Castello di Malbork.
I Wartburg Concerts vengono trasmessi alla radio dal 1958. A questo scopo è stato allestito uno studio nella Wartburg.

## Tour
Una passeggiata guidata attraverso il castello tocca i seguenti edifici posti:
L'edificio principale (il Palas o Palazzo del Langravio) risale originariamente alla metà del XII secolo. Le indagini dendrocronologiche datano le travi del basamento al 1157/1158. All'esterno si possono vedere "prestiti" da edifici di palazzi romani. Il Palas è l'unico palazzo principesco che si è conservato di quel periodo. Dal 1847 al 1870 fu ampiamente restaurato, su iniziativa del Granduca Carlo Alessandro di Sassonia-Weimar-Eisenach, dall'architetto dell'Università di Gießen, Hugo von Ritgen.
L'ingresso al più basso dei tre piani, il seminterrato a sud del castello, immette inizialmente nell'ex-armeria e nelle ex scuderie. Una scala in pietra, al centro dell'edificio, conduce al piano terra vero e proprio della sala. La cosiddetta sala dei cavalieri è una stanza quadrata con camino, il cui uso rimane fino ad oggi in gran parte sconosciuto. Segue la cosiddetta sala da pranzo, adibita a soggiorno dei vecchi langravi dopo la ristrutturazione ottocentesca. Il pergolato di Santa Elisabetta, che fu restaurato, su iniziativa e a spese dell'ultimo imperatore dell'Impero tedesco, Guglielmo II, dal 1902 al 1906, con mosaici di vetro neobizantini del pittore e mosaicista della chiesa di Oldenburg, August Oetken, è stato completamente ridisegnato. Ci sono prove che si sia chiamato in questo modo dal 1669. Il fulcro della mosaicizzazione del pergolato di Elisabetta è un ciclo di Elisabetta con nove raffigurazioni della vita di Santa Elisabetta, langravia di Turingia e principessa d'Ungheria. Le rappresentazioni si riferiscono alla discendenza del casato di Sassonia-Weimar-Eisenach dalla famiglia dei Langravi di Turingia. Al secondo piano, il visitatore arriva alla cappella della Wartburg. La leggenda narra che Martin Lutero abbia predicato qui, sebbene non vi sia una conferma dai documenti storici. Nell'attigua sala dei cantanti, gli affreschi di Moritz von Schwind, che riprendono l'architettura della sala, illustrano la saga della guerra dei cantanti. La Galleria Elisabetta, adornata con tredici raffigurazioni romantiche di Moritz von Schwind (immagini delle opere della Misericordia di Santa Elisabetta, ovvero le leggende delle fiabe e le meraviglie dei santi) dal 1855 è stata restaurata dal 2015 al 2017. La stanza del Langravio mostra ai visitatori la fondazione e altre leggende della Wartburg. Il terzo piano è occupato dalla sala da ballo lunga 40 metri, che fu collocata sulla struttura originale dopo che la Wartburg divenne la residenza dei Ludovingi.
Nella sala del cancello, nel nuovo Kemenate e nel Dirnitz del XIX secolo è situato il museo del castello con gran parte della collezione d'arte. Il Dirnitz, costruito nel 1867, un tempo conteneva l'armeria granducale con un'importantissima collezione storica di armi di "rango europeo". Gli oggetti più preziosi erano 70 armature di noti personaggi storici. Questa collezione è stata portata in Unione Sovietica nel febbraio 1946. Nei tre edifici, una mostra permanente presenta la vita degli ospiti illustri, dei residenti e dei langravi del castello. Numerose mostre e immagini, tra le altre, di Lucas Cranach mostrano la movimentata storia dell'edificio nel XII secolo, il soggiorno di Santa Elisabetta e di Martin Lutero, il decadimento e la ricostruzione nel XIX secolo.
Il tour termina nella cosiddetta Margarethengang (passeggiata del parapetto occidentale) al Vogtei, dove si trova la stanza di Lutero, che il riformatore utilizzò come rifugio dal 4 maggio 1521 al 1º marzo 1522, dove scrisse una parte del (Nuovo Testamento o Testamento di settembre) nella traduzione in lingua tedesca. Il cosiddetto "Nürnberger Erker" gotico nella vicina Vogteistube proviene da una casa patrizia di Norimberga e venne aggiunto alla facciata sud del Baliato. Nella parte superiore del Vogteistube si trova anche la cosiddetta Pirckheimer Stübchen, che la Granduchessa Sofia d'Orange-Nassau fece adattare per suo marito Carlo Alessandro portandola da Norimberga nel 1867. La sala del gabinetto, unica per costruzione e realizzata intorno al 1490, fu a lungo attribuita all'umanista Willibald Pirckheimer (1470–1530), ma fu probabilmente commissionata dallo stampatore ed editore Anton Koberger (1440-1513).

## Eventi
Il Wartburg Festival si tiene ogni anno dal 2004.
Dal 4 maggio al 5 novembre 2017, una delle tre "Mostre speciali nazionali" è stata presentata alla Wartburg in occasione del 500º anniversario della Riforma. La mostra "Lutero e i tedeschi" si è concentrata sul soggiorno di Lutero alla Wartburg e sugli sviluppi che hanno portato alla ricostruzione della Wartburg e alla sua trasformazione in “monumento nazionale” nel XIX secolo.
Dall'inizio del 2018, nelle sale del castello, è possibile vedere una mostra permanente di nuova concezione.

## Collegamenti

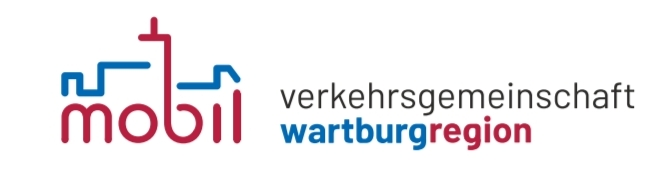
Logo della compagnia di trasporto pubblico della regione di Wartburg VGW

La Wartburg è facilmente raggiungibile con le linee di autobus della Compagnia di trasporti Wartburgmobil:
- Linea 3 dalla stazione ferroviaria e dal centro città
- Linea 23 dai parcheggi P+R di Mariental

## Leggende
- Lo stesso Lutero riferisce di essere stato molestato dal diavolo alla Wartburg. Con la sua dichiarazione che poi "cacciò il diavolo con l'inchiostro", si riferiva alla sua traduzione della Bibbia.[33] Questa citazione di Lutero fu in seguito interpretata nel senso che aveva lanciato un calamaio contro il diavolo. Il geografo e storico locale Melissantes alias Johann Gottfried Gregorii menzionò, nel 1713, che ai visitatori della Wartburg veniva mostrata una macchia di inchiostro nella stanza di Lutero.[34] Questa macchia, che doveva essere rinnovata e ricolorata regolarmente dopo che i visitatori avevano ripetutamente portato a casa piccoli pezzi di intonaco come souvenir, poteva essere vista nella stanza di Lutero fino al XX secolo.
- Il langravio Federico I era il figlio di Alberto II e nacque nel 1257 alla Wartburg. Secondo la leggenda, sua madre Margaretha von Staufen, fuggita dal marito nel 1270, sopraffatta dal dolore della separazione, lo morse sulla guancia, e così fu anche chiamato il "morsicato".[35]

## Francobolli e monete commemorative
La Wartburg è apparsa più volte sui francobolli tedeschi e internazionali, monete e medaglie commemorative, dei quali di seguito c'è una selezione:

Francobolli tedeschi e monete
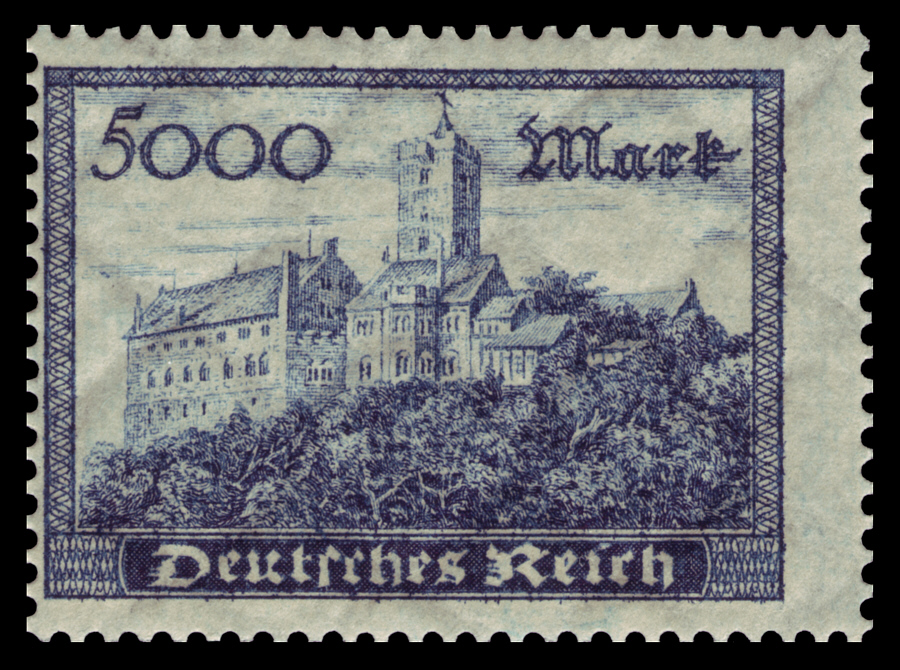
Posta del Reich (1923)
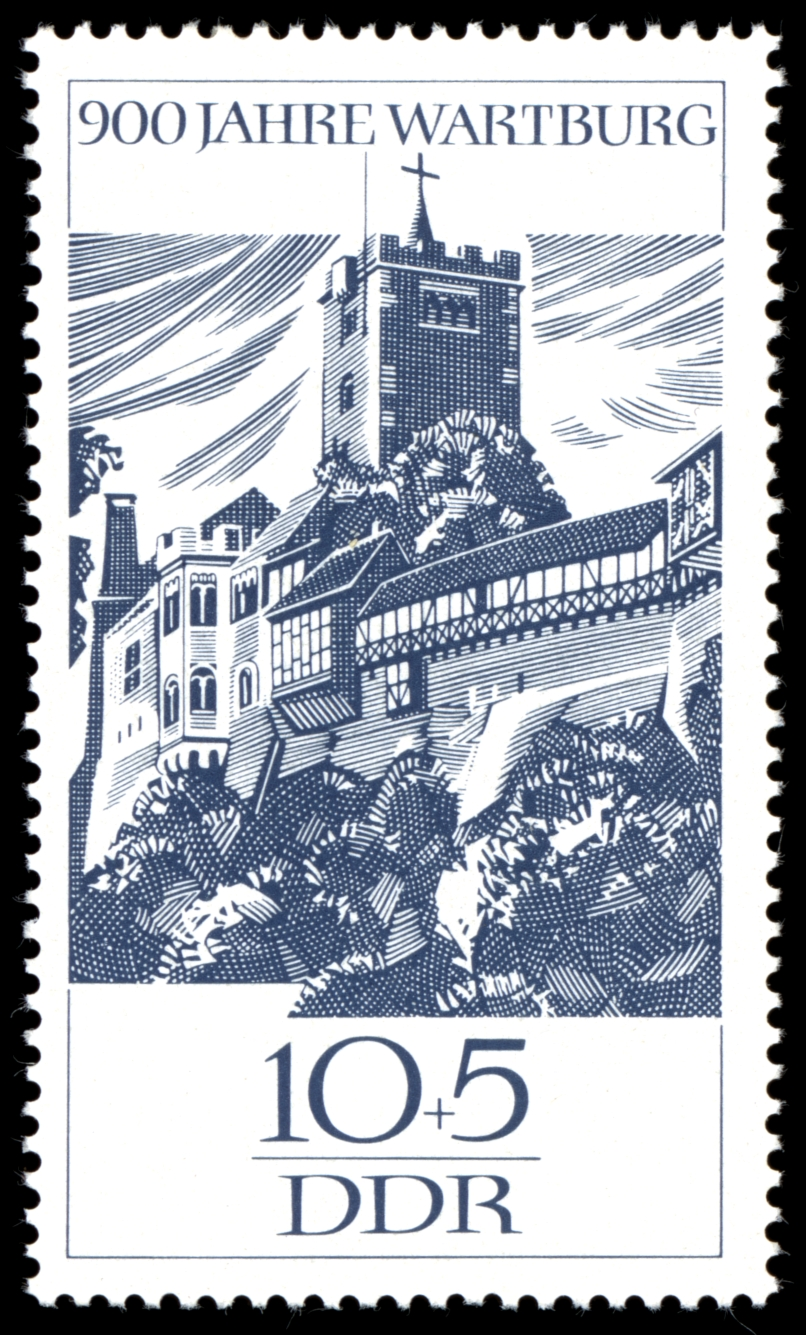
Poste della DDR (1966)
Deutsche Bundespost (1967)
Moneta commemorativa da 100 Euro (2011)

La moneta da 2 euro "Wartburg - Turingia", disegnata da Olaf Stoy, sarà messa in circolazione il 1º febbraio 2022 con un'edizione di 30 milioni di copie.

## Galleria d'immagini

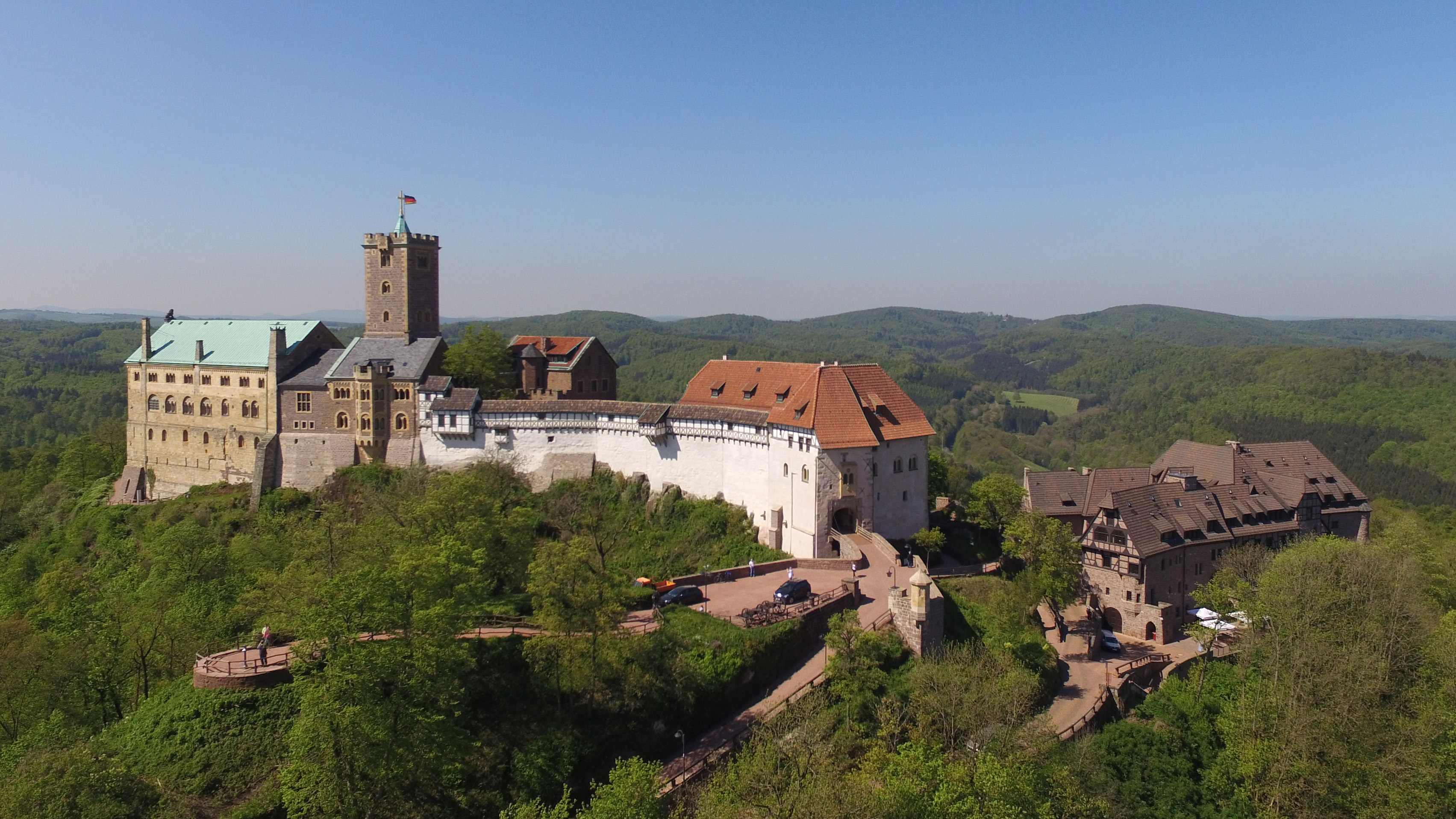
Veduta
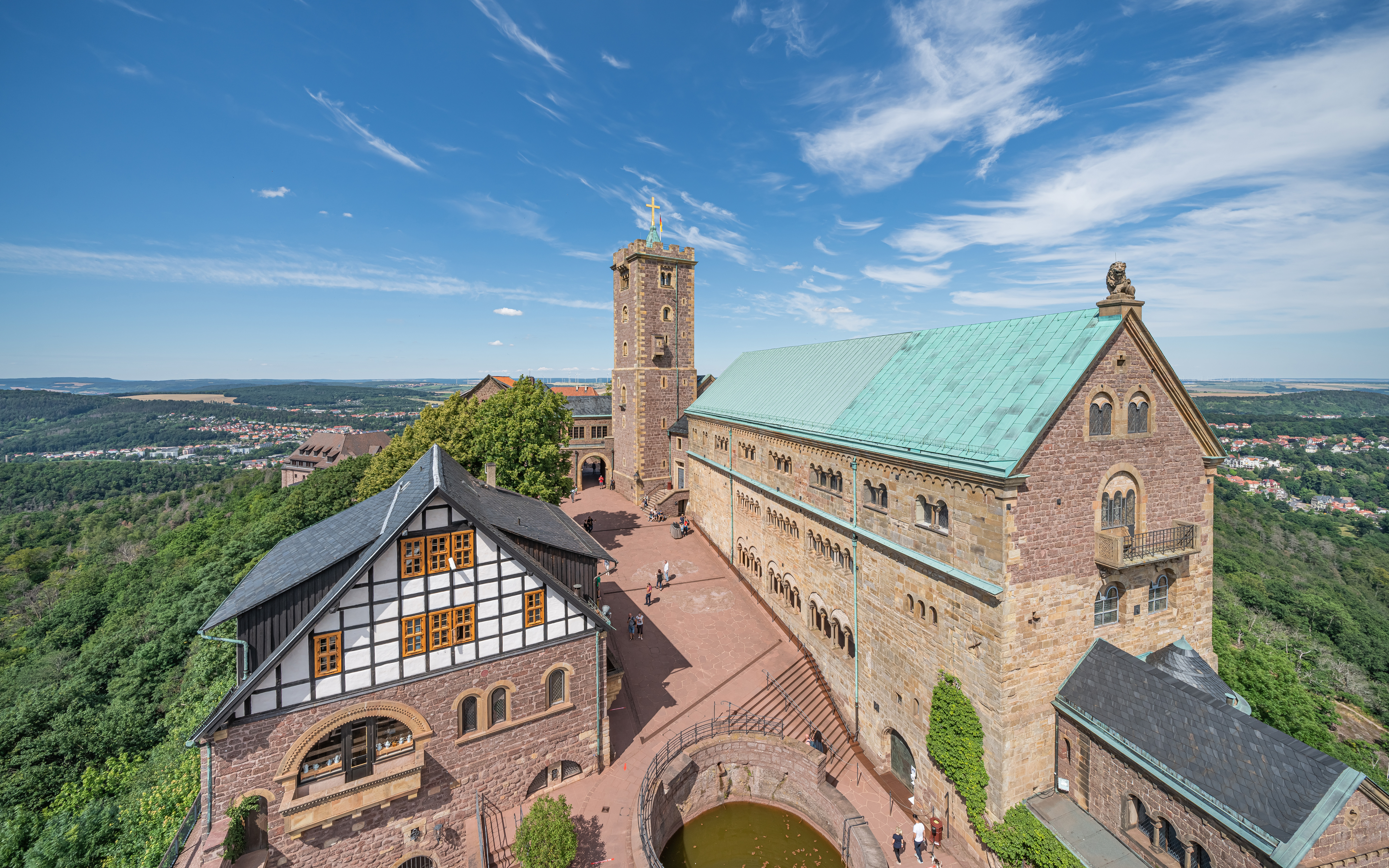
Il cortile
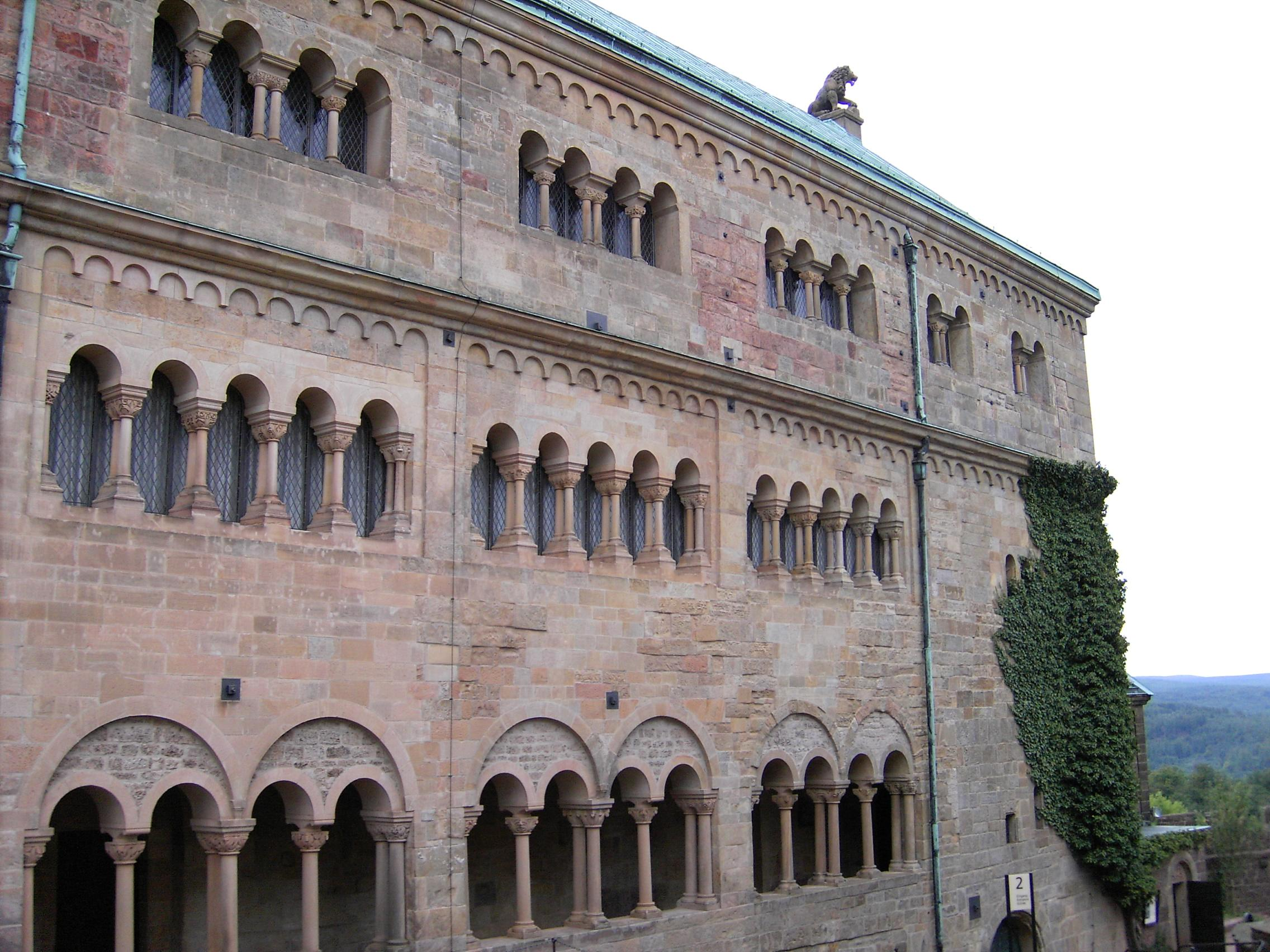
Il palazzo
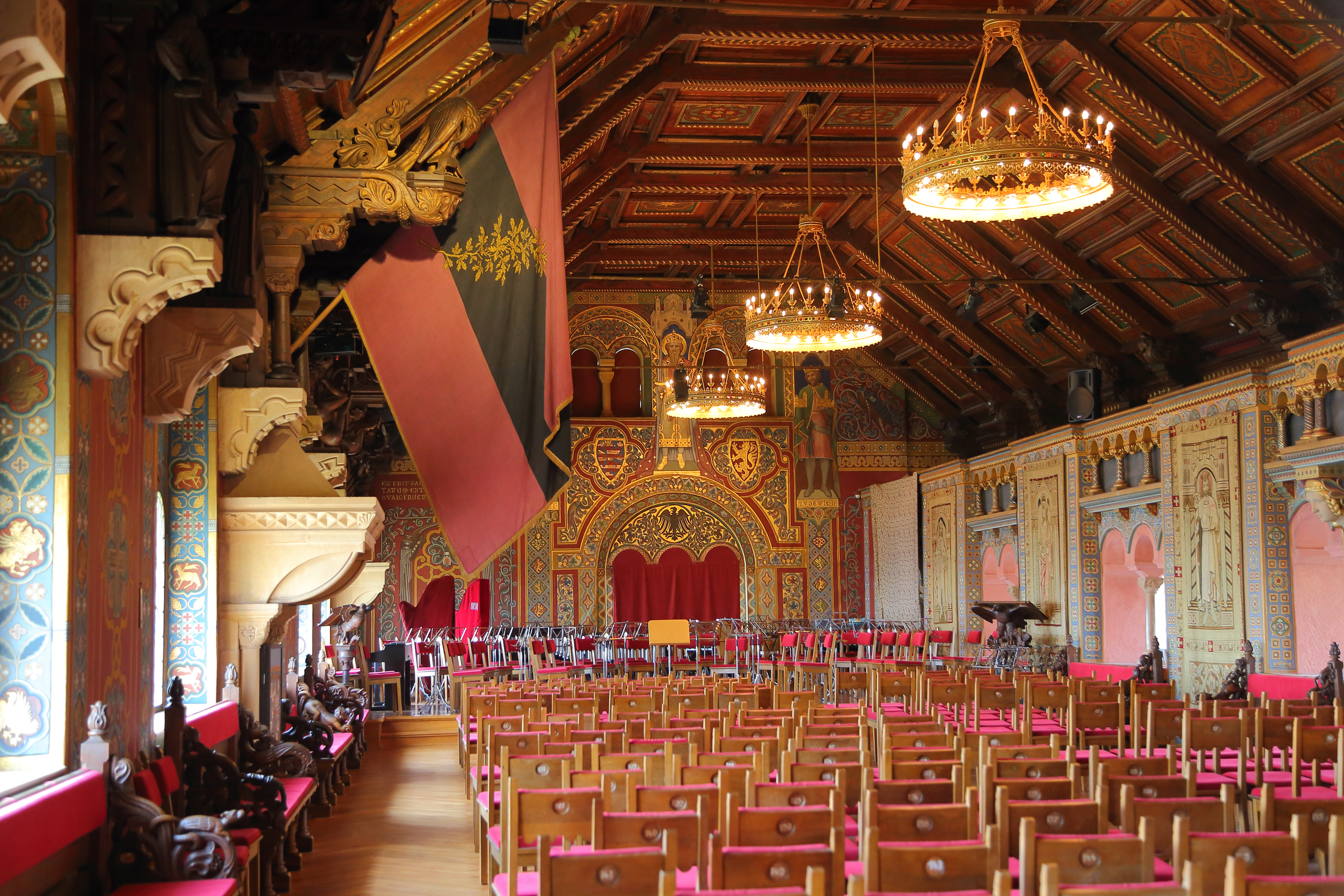
La Sala dei Cantori
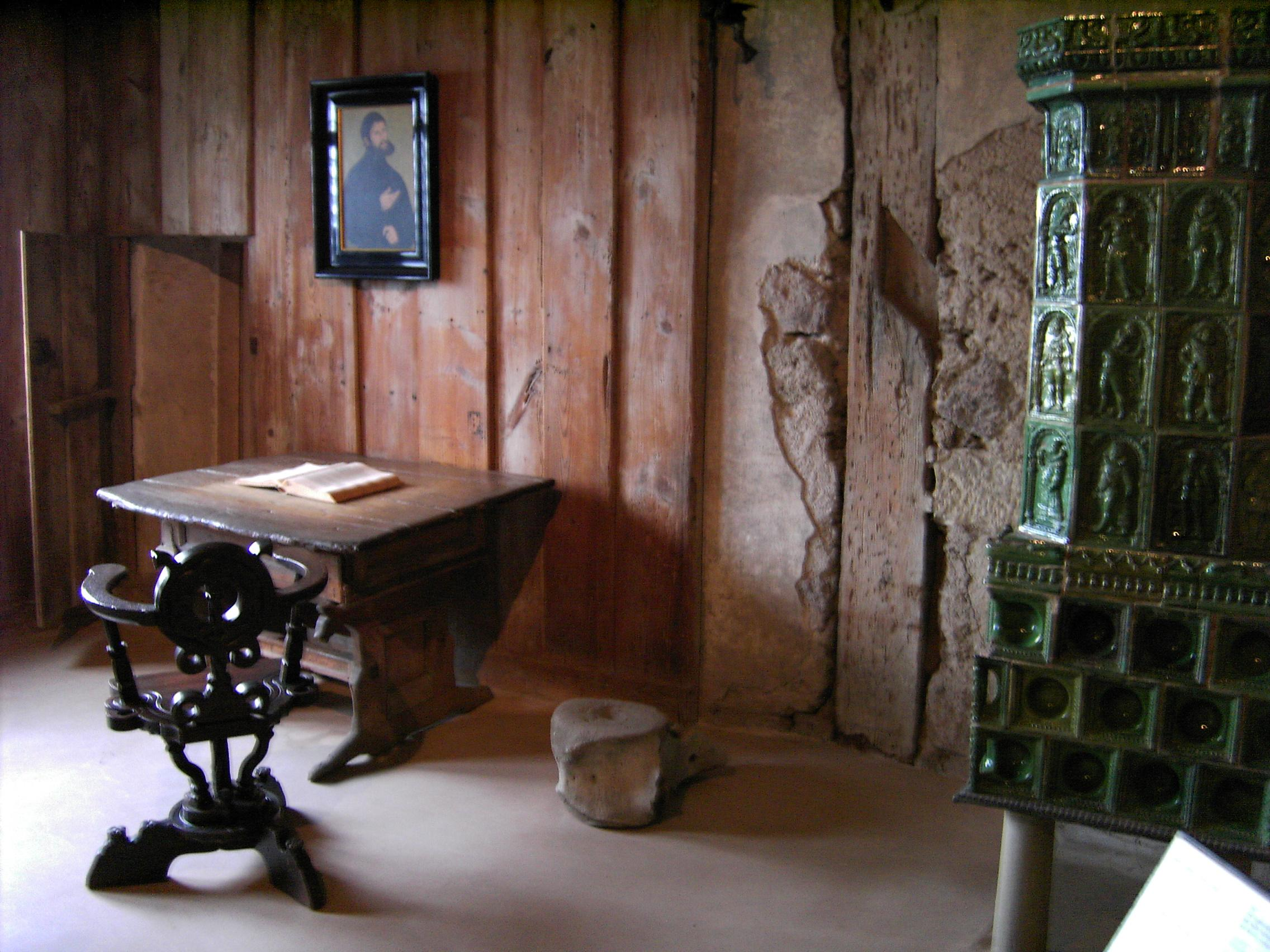
La stanza di Lutero

### Storia
- Sigfried Asche, Die Heilige Elisabeth und Martin Luther auf der Wartburg, Berlin, Union-Verlag, 1955,  p. 31.
- Gunter Schäfer, Die Wartburg und ihre Geschichte, Leipzig, Sachsenbuch-Verlag, 1991,  p. 96.
- Gerd Strickhausen: Burgen der Ludowinger in Thüringen, Hessen und dem Rheinland. Studien zu Architektur und Landesherrschaft im Hochmittelalter, Darmstadt e Marburg 1998.

### Ricerca edilizia
- Ernst Badstübner, Die „Restauration“ der Wartburg. Aspekte des Historismus und der Denkmalpflege, 2004,  pp. 18-27.
- Gerd Braun: Früh- und Hochmittelalter: Vom Bît Hilani zum Palas der Wartburg. Eine architekturgeschichtliche Studie zur Entwurfsmethodik und Typenbildung vom Altertum bis zum Hochmittelalter, Mainz 2018, ISBN 978-3-96176-026-8.
- Dieter Eckstein, Thomas Eißing, Peter Klein, Dendrochronologische Datierung der Wartburg und Aufbau einer Lokalchronologie für Eisenach/Thüringen, 1992,  pp. 1-57.
- Grit Jacobs: Ein treues Bild aus früher Zeit, das Werk des Architekten Hugo von Ritgen auf der Wartburg DB Thüringen, accesso 4 agosto 2020
- Hugo von Ritgen, Gedanken über die Restauration der Wartburg (handschriftliches Manuskript), Eisenach, 1847,  p. 140.
- Wilhelm Sältzer: Bauaufnahme der Wartburg. Grundriß mit Aufrissen. Eisenach 1840 (Wartburg-Stiftung Eisenach, Archiv, BE 36/GK)
- Johann Wilhelm Sältzer: Die Wartburg. Eine archäologisch-architektonische Skizze, Eisenach 1846 (Wartburg-Stiftung Eisenach, Archiv, Hs. 3501)
- Oskar Schmolitzky, Das Fachwerk der Wartburg (Teil 1), Berlin, 1964,  pp. 1-24.
- Günther Schuchardt, Der romanische Palas der Wartburg. Bauforschung an einer Welterbestätte, Regensburg, Schnell und Steiner, 2001, ISBN 3-7954-1457-1.
- Gerd Strickhausen: Die Baupolitik Landgraf Ludwigs II. von Thüringen und die Bedeutung des Palas der Wartburg. In: Forschungen zu Burgen und Schlösser. Band 5, München/ Berlin 2000, pp. 71–90.

### Arte e architettura
- Sigfried Asche, Die Wartburg und ihre Kunstwerke, Eisenach, Erich-Röth-Verlag, 1954,  p. 68.
- Ernst Badstübner, Die Wartburg, Regensburg, Schnell und Steiner, 2001,  p. 48, ISBN 3-7954-1399-0.
- Max Baumgärtel, Die Wartburg. Ein Denkmal deutscher Geschichte und Kunst, Berlin, 1907.
- Hans von der Gablenz, Die Wartburg, München, Bruckmann, 1935.
- Werner Noth: Die Wartburg. Koehler & Amelang, Leipzig 1967 sowie weitere Wartburg-Veröffentlichungen von Noth
- Hugo von Ritgen, Der Führer auf der Wartburg. Ein Wegweiser für Fremde und ein Beitrag zur Kunde der Vorzeit, Leipzig, Weber, 1860.
- Hugo von Ritgen, Wartburg-Album. Photographien nach der Natur, Weimar, Berlin, Hardtmuth & Schwier/ E. Linde’s Kunstverlag, 1860.
- Günter Schuchardt, Elmar Altwasser, Ulrich Kneise, Welterbe Wartburg, Regensburg, Schnell und Steiner, 2017,  p. 63, ISBN 978-3-7954-1222-7.
- Paul Lehfeldt, Georg Voß, Großherzogthum Sachsen-Weimar-Eisenach, Amtsgerichtsbezirk Eisenach, III. Die Wartburg, Jena, 1917.
- Rudolf Zießler, Die Wartburg (Bezirk Erfurt / Eisenach), Berlin, Henschel-Verlag, 1978,  pp. 471-474.

### Altra bibliografia
- Ludwig Bechstein: Sagenkreis von Eisenach und der Wartburg. In: Die Sagen von Eisenach und der Wartburg, dem Hörseelberg und Reinhardsbrunn. Kesselring, Hildburghausen 1835, pp. 19–126 (digitalizzato da Google Libri).
- Joseph Victor von Scheffel: Wartburglieder. In: Sämtliche Werke. Band 3: Frau Aventiure. Hesse & Becker, Leipzig [1916], p. 11–16 (digitalizzato
- Die Wartburg. Porträt einer Tausendjährigen, Regensburg, Schnell und Steiner, 2007, ISBN 978-3-7954-2032-1.
- Gerold Schmidt: Der Bilder-Zyklus zum Leben der Heiligen Elisabeth in der Elisabeth-Kemenate auf der Wartburg von Prof. August Oetken (1868–1951). In: Wartburg-Jahrbuch 1997. Schnell und Steiner, Regensburg 1998, ISBN 3-7954-1201-3, p. 102–128.
- Steffen Raßloff, Lutz Gebhardt: Die Thüringer Landgrafen. Geschichte und Sagenwelt. Rhino Verlag, Ilmenau 2017, ISBN 978-3-95560-055-6.